# Tramwaje w Łodzi
Tramwaje w Łodzi – system transportu tramwajowego w aglomeracji łódzkiej uruchomiony 23 grudnia 1898.
Łódź była pierwszym miastem na terenie zaboru rosyjskiego i dziesiątym na obszarze Cesarstwa Rosyjskiego w którym uruchomiono elektryczną komunikację tramwajową. W Łodzi nigdy nie było tramwajów konnych, chociaż istniały plany stworzenia opartego na nich transportu publicznego.
Początkowo istniały dwie, dość krótkie linie tramwajowe obsługujące Śródmieście, w lutym 1899 były już cztery, zgodnie z koncesją. W 1901 (17 i 19 stycznia) ruszyły pierwsze podmiejskie linie tramwajowe – do Pabianic i Zgierza. Obie te inicjatywy były efektem działania prywatnych spółek, w których dominowali łódzcy fabrykanci niemieckiego pochodzenia z Juliuszem Kunitzerem na czele.
W latach 1910–1931 tramwajowe linie podmiejskie połączyły większość ważniejszych miejscowości podłódzkich tworząc największą tego rodzaju sieć w Polsce, która przetrwała bez zmian aż do końca lat 70. XX, wieku kiedy zlikwidowano ruch na odcinku Rzgów – Tuszyn. W pierwszej połowie lat 90. XX w. zlikwidowano większość z nich, a obecnie Łódź posiada 3 linie tramwajowe prowadzące do innych miast (linia nr 41 do Pabianic, linia nr 43 do Konstantynowa Łódzkiego i linia nr 45 do Zgierza).
Po II wojnie światowej sieci podmiejska i miejska zostały upaństwowione i przekazane Miejskiemu Przedsiębiorstwu Komunikacyjnemu w Łodzi (MPK), które wraz z rozbudową Łodzi powiększyło znacznie liczbę i długość linii miejskich, pozostawiając sieć podmiejską praktycznie bez zmian. Obecnie w Łodzi funkcjonuje 19 linii miejskich i 3 linie podmiejskie (regionalne) do Pabianic przez Ksawerów, do Konstantynowa Łódzkiego oraz do Zgierza.
Łódzka i podłódzka sieć tramwajowa cechuje się wąskim rozstawem torów (1000 mm). Największym projektem tramwajowym w aglomeracji łódzkiej był Łódzki Tramwaj Regionalny, projekt szybkiego tramwaju, obejmujący między innymi wymianę torowisk na trasie ówczesnej linii nr 11 (Pabianice – Łódź – Zgierz), budowę wzbudzanej sygnalizacji, nowych przystanków i zakup 10 niskopodłogowych tramwajów Pesa 122N. Łódzki Tramwaj Regionalny został jednak wykonany tylko między Helenówkiem a Chocianowicami – nowe tramwaje nie kursowały do Pabianic. Wyremontowaną trasę do Zgierza otwarto dopiero w grudniu 2021 roku. 28 stycznia 2011 zamknięto zajezdnię Dąbrowskiego (istniała od 1928 r., w 2012 r. jej numer 2 przejęła zajezdnia Chocianowice). 1 października 2013 rozpoczęto przebudowę trasy W-Z, która zakończyła się 31 października 2015 roku. Trasa linii 10 (Retkinia-Widzew Augustów) została gruntownie przebudowana, wybudowano torowisko wzdłuż ul. Rokicińskiej, al. Hetmańskiej, ul. Kazimierza Odnowiciela, al. Ofiar Terroryzmu 11 Września do krańcówki Olechów. MPK na linię 10 zakupiło 22 nowe 100% niskopodłogowe tramwaje Pesa Swing. W latach 2017–2020 do Łodzi sprowadzano wagony NF6D z Niemiec. 1 kwietnia 2023 r. przywrócono po 22 latach linię 19. 1 lipca 2023 r. przywrócono tramwaj linii 41 do Pabianic, a 1 lipca 2024 do Konstantynowa Łódzkiego .

## Historia

### Początki łódzkich tramwajów

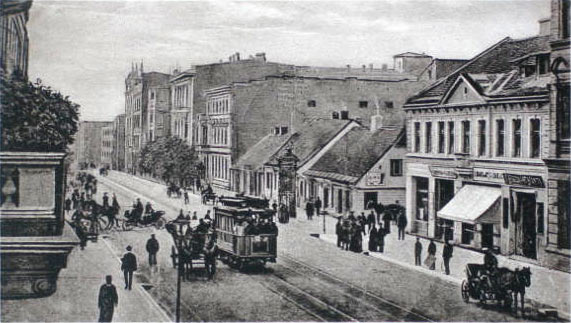
Tramwaj w Łodzi na ulicy Piotrkowskiej (1900)

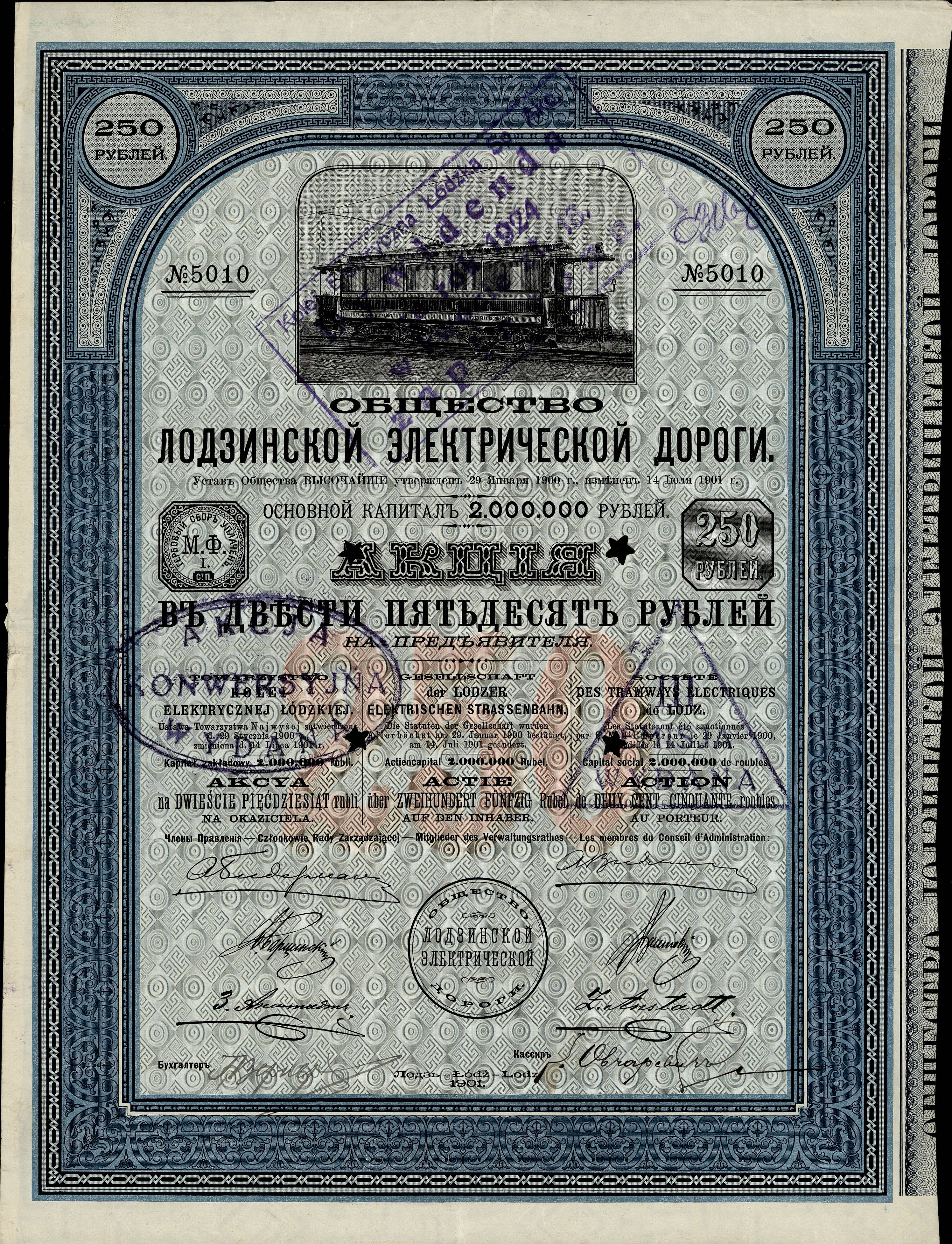
Akcja konsorcjum Kolej Elektryczna Łódzka Sp.A. z 1901

Łódź w latach 90. XIX wieku liczyła już ponad 300 tysięcy mieszkańców. W tym ogromnym przemysłowym mieście brakowało szerokich przelotowych ulic i obwodnic. Cały ruch osobowy i towarowy skupiał się więc w śródmieściu, zwłaszcza na ulicy Piotrkowskiej. Po łódzkich ulicach krążyło wtedy tysiące dorożek, powozów i bryczek oraz rozmaitych wozów z towarami, nic więc dziwnego, że zarówno władze miasta, jak i miejscowi przemysłowcy nosili się z zamiarem odciążenia ruchu kołowego w centrum przez budowę kolei obwodowej albo linii tramwajowych.
W 1883 władze miasta podjęły postanowienie o uruchomieniu w Łodzi tramwaju konnego. Opracowano projekt jego budowy i eksploatacji, a trzy lata później ogłoszono przetarg, który, pomimo rozstrzygnięcia, nie doprowadził do realizacji budowy. W 1893 zrezygnowano z konnych tramwajów ze względów higienicznych. Tramwaje takie wymagałyby bowiem budowy w centrum Łodzi wielkich stajni, co pogorszyłoby warunki sanitarne w mieście. Ostatecznie zdecydowano się na czystsze i szybsze tramwaje elektryczne. W 1895 magistrat przedstawił władzom carskim nowy projekt: tramwaje miały przewozić za dnia pasażerów, a w nocy towary do fabryk. 13 lutego 1897 władze miasta zawarły na 35 lat kontrakt na budowę i eksploatację sieci tramwajowej z Konsorcjum Kolei Elektrycznej Łódzkiej (KEŁ), które stworzyli czołowi przemysłowcy łódzcy: Juliusz Kunitzer, Zenon Anstadt, Alfred Biedermann, Emil Geyer, Juliusz Heinzel oraz Henryk Grohman. Zgodnie z umową konsorcjum miało uruchomić linie tramwajowe: od Placu Kościelnego do Górnego Rynku, od cmentarzy przy ulicy Ogrodowej i od Parku Helenów do Nowego Rynku oraz od Piotrkowskiej do Dworca Fabrycznego. Decyzja o udzieleniu im zgody na budowę zapadła na najwyższym szczeblu, w Sankt Petersburgu, podpisał ją car Mikołaj II Romanow. Techniczną stronę uruchomienia linii oraz własnej elektrowni, dostarczenie sprzętu i taboru powierzono niemieckiemu koncernowi elektrotechnicznemu AEG, który rozpoczął budowę latem 1897, pod kierownictwem inżyniera Józefa Witkowskiego, który sporządził także plan łódzkiej sieci tramwajowej.
Eksploatacja sieci rozpoczęła się 11 grudnia 1898, a pierwsze łódzkie tramwaje elektryczne wyjechały na swe trasy w piątek 23 grudnia 1898. Łódź otrzymała wówczas najnowocześniejszy na tamte czasy środek transportu, wyprzedzając pod tym względem nawet Warszawę, w której jeszcze przez 10 lat kursowały tramwaje konne. Były to pierwsze tramwaje elektryczne w całym zaborze rosyjskim. Uruchomiono początkowo tylko dwie niezbyt długie linie tramwajowe: Plac Kościelny – Górny Rynek (obecnie Plac Reymonta) oraz Park Helenów – Piotrkowska, Restauracja Paradyż (okolice współczesnego Centralu). Do lutego 1899 uruchomiono 2 pozostałe linie, zgodnie z koncesją.
Eksperyment z tramwajami elektrycznymi w Łodzi powiódł się lepiej, niż się spodziewano. Szybko spłacono koszty budowy linii, przedsięwzięcie przyniosło spore zyski akcjonariuszom, ruch kołowy w centrum Łodzi wyraźnie zmalał, ludność zaś, mimo wcześniejszych poważnych obaw, dosyć szybko przyzwyczaiła się do tramwajów „co bez konia chodzą”. Porządku na ulicach strzegła carska policja, która regulowała ruch pojazdów. Pomimo podjętych środków ostrożności w marcu 1899 doszło do trzech wypadków śmiertelnych. Tylko niektórzy dorożkarze, zwalczając nową, niebezpieczną konkurencję, złośliwie blokowali tory albo zajeżdżali drogę tramwajom.
Od 15 kwietnia 1945 linie tramwajowe należące do spółki Łódzka Kolej Elektryczna znajdowały się pod przymusowym zarządem państwowym sprawowanym przez Ministerstwo Komunikacji.
Po II wojnie światowej spółkę tramwajową znacjonalizowano i połączono z tramwajami podmiejskimi.

### Tramwaje podmiejskie w aglomeracji łódzkiej

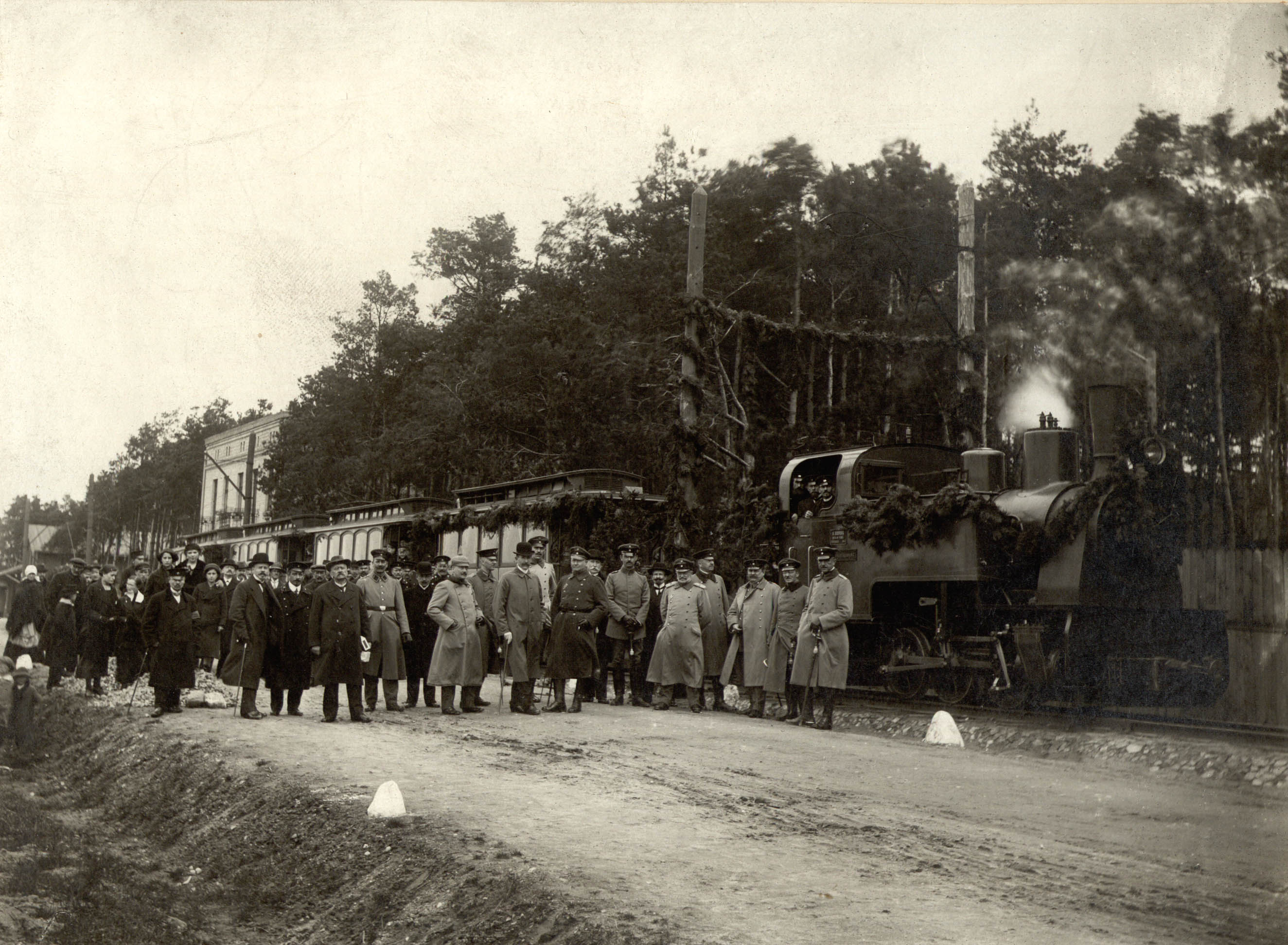
Otwarcie linii Ruda Pabianicka – Rzgów – Tuszyn (18 kwietnia 1916)

Szybko postanowiono rozbudować linie tramwajowe w kierunku powiązanych z łódzkim przemysłem sąsiednich mniejszych miejscowości. Pomysł ten pojawił się niemal z chwilą uruchomienia pierwszego łódzkiego tramwaju.
Starania o tę nową, dochodową koncesję rozpoczęło jednocześnie kilka grup przedsiębiorców. Także tym razem zwyciężyła grupa kierowana przez Juliusza Kunitzera. Ten niezwykle obrotny, ale i bezwzględny fabrykant łódzki przeszedł do historii jako wzór „lodzermenscha”. Zginął z rąk robotnika w czasie Rewolucji 1905 r. Wśród koncesjonariuszy podmiejskiej kolejki dojazdowej są te same nazwiska, co w Konsorcjum Kolei Elektrycznej Łódzkiej, członków najznaczniejszych łódzkich klanów fabrykanckich niemieckiego pochodzenia: Scheiblera, Heinzla, Grohmana, Geyera i Anstadta. Warunki koncesji podpisał car Mikołaj II 6 stycznia 1899. Oficjalna nazwa Konsorcjum brzmiała: Łódzko-Zgierskie i Łódzko-Pabianickie Elektryczne Wąskotorowe Koleje Podjazdowe.
Łódzkie tramwaje podmiejskie nazywano „kolejką podjazdową” (rusycyzm), popularnie mówiono „dojazdowa” i traktowano jako coś pośredniego między komunikacją miejską a prawdziwą koleją. Budowniczym tych linii i tym razem był niemiecki koncern AEG, a dokładnie jego petersburski oddział. Prace budowlane ruszyły we wrześniu 1899. Jako pierwszą ukończono i otwarto 17 stycznia 1901 linię pabianicką o długości 15 km (obecnie funkcjonuje pod numerem 41). Dwa dni później – 19 stycznia 1901 ruszyły pierwsze tramwaje do Zgierza (po II wojnie światowej otrzymały numer 45), o długości 9,5 km.
W 1908 dawne Konsorcjum przekształciło się w spółkę akcyjną pod nazwą Towarzystwo Łódzkich Wąskotorowych Elektrycznych Kolei Dojazdowych (ŁWEKD), które 14 lipca 1908 otrzymało nową koncesję na 48 lat. Wśród akcjonariuszy po tragicznej śmierci Kunitzera dominującą pozycję zdobyła rodzina Scheiblerów, posiadająca prawie 40% akcji spółki. Głównym celem statutowym Towarzystwa, oprócz eksploatacji już istniejących linii tramwajowych do Zgierza i Pabianic, była budowa nowych.

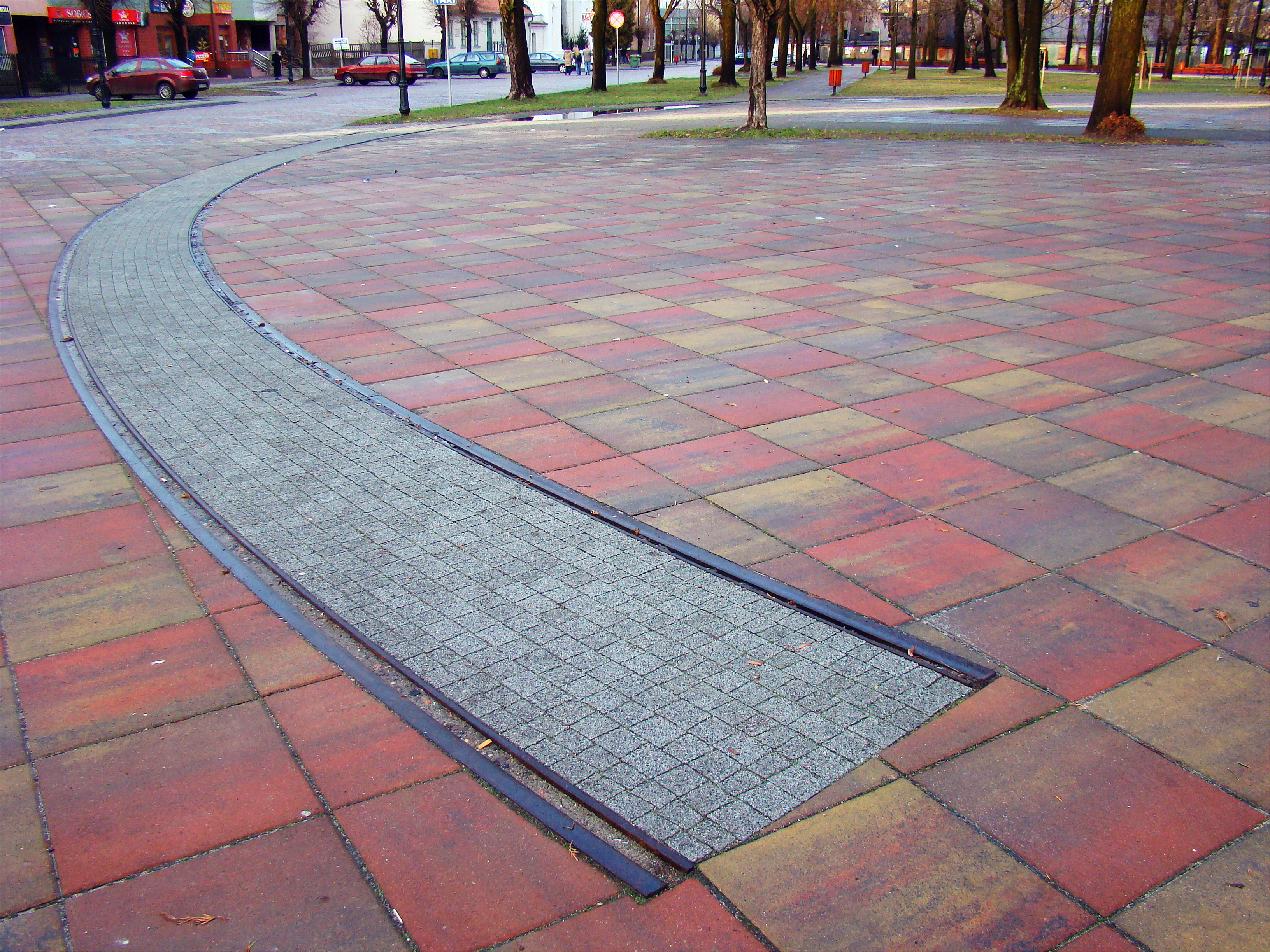
Pozostałości dawnego torowiska tramwajowego, pl. T. Kościuszki w Aleksandrowie Łódzkim

Trzecia oddana do użytku linia połączyła Łódź z Aleksandrowem (likwidacja w 1991). Linia ta była uruchamiana w dwóch etapach. Trudności wynikły z powodu skrzyżowania linii tramwajowej z torem Kolei Kaliskiej na Żabieńcu. 9 lutego 1910 problem rozwiązano, uruchamiając tymczasowy ruch wahadłowy. Cała trasa stała się przejezdna 25 lutego 1910. Kolejne uruchamiane linie prowadziły do Rudy Pabianickiej (1910), Konstantynowa (1911), Tuszyna (16 kwietnia 1916; likwidacja w 1978) i Rzgowa (likwidacja w 1993) z przedłużeniem do Kruszowa (1916/1917), Ozorkowa (1922) i Lutomierska (1929/1931). Na tych ostatnich przez jakiś czas nie było trakcji elektrycznej, jeździły więc tramwaje parowe.
Jeszcze przed I wojną światową planowano połączenie liniami tramwajowymi z Łodzią Brzezin, Koluszek, Łasku (przedłużenie linii „pabianickiej”), Zduńskiej Woli i Piotrkowa Trybunalskiego (przedłużenie linii „tuszyńskiej”). Szerokość torów była identyczna, jak w przypadku łódzkich tramwajów miejskich i wynosiła 1000 mm, czyli znacznie mniej niż kolejowych. Część z tych linii podmiejskich działa do dziś.

W latach 1975–1998 łódzkie tramwaje wyjeżdżały poza granice ówczesnego województwa łódzkiego – linia 43 do Lutomierska w byłym województwie sieradzkim oraz linia 42 do Tuszyna (do likwidacji w 1978 roku) w byłym województwie piotrkowskim.

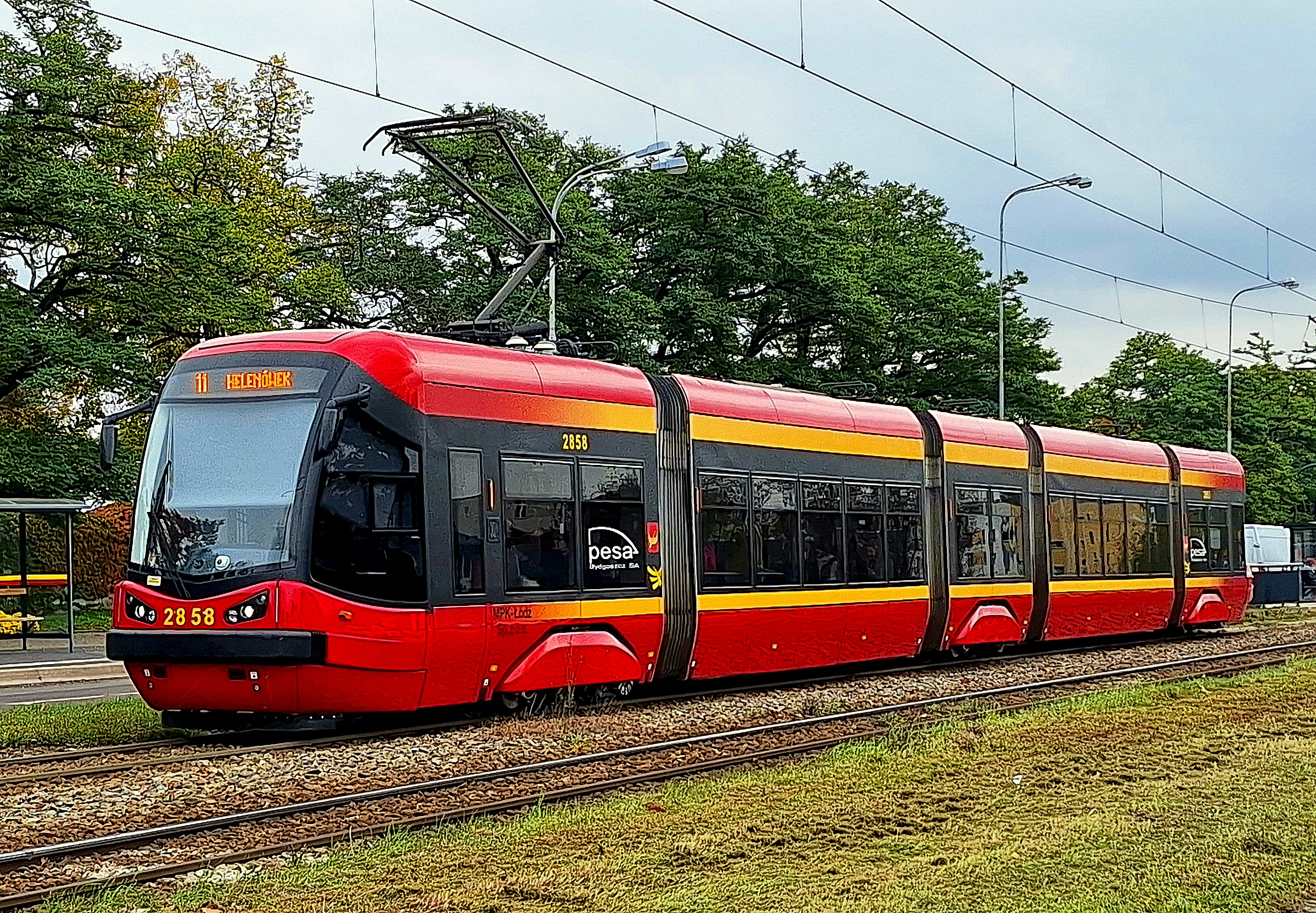
Tramwaj Pesa 122N na linii 11

### Przełom XX i XXI wieku
Od 1993 do 2012 roku komunikacja tramwajowa na obszarze aglomeracji łódzkiej obsługiwana była przez trzy spółki powstałe na skutek podziału dawnego MPK-Łódź: Miejskie Przedsiębiorstwo Komunikacyjne – Łódź, Międzygminną Komunikację Tramwajową oraz Tramwaje Podmiejskie.
Miejskie Przedsiębiorstwo Komunikacyjne – Łódź (MPK-Łódź) zachowało wagony Konstal 805Na. Część z nich zmodernizowano. Zakupiono również fabrycznie nowe tramwaje: 15 wagonów typu Cityrunner, 10 wagonów typu Pesa 122N i 22 wagony typu Pesa Swing. Międzygminna Komunikacja Tramwajowa (MKT) otrzymała zajezdnię Helenówek wraz z wagonami typu Konstal 803N. Część z nich została zmodernizowana. Później sprowadzono z Zachodu używane wagony typu Düwag GT6, Lohner GT6, Düwag GT8, Düwag GT8N, Düwag GT8ZR i Düwag M6S. Tramwaje Podmiejskie (TP) dostały zajezdnię Brus z wagonami typu Konstal 803N oraz Düwag GT6 sprowadzonymi z Bielefeld. Do likwidacji spółki udało się utrzymać tylko 2 wagony z Bielefeld. W 2010 roku odkupiono od MZK Grudziądz 6 wagonów Düwag GT6, które w Grudziądzu zostały zastąpione Düwagami GT8.
Od 7 lipca 2007 do 1 lipca 2008 trwał I etap budowy Łódzkiego Tramwaju Regionalnego. Przy okazji prac nad Łódzkim Tramwajem Regionalnym odnaleziono przy ul. Piotrkowskiej fragment najstarszej łódzkiej szyny tramwajowej, pochodzącej z 1897 roku. Szyna o profilu Vignoles’a zawiera odlany napis: „Stahl Industrie Bochum 1897” (została odlana w hucie w niemieckim mieście Bochum). Szyna trafiła do Muzeum Komunikacji Miejskiej przy ul. Wierzbowej.
Od 1 kwietnia 2012 roku wszystkie linie są obsługiwane przez MPK-Łódź, część wagonów MKT i TP produkcji zachodniej przejęło MPK. W sierpniu 2012 MPK-Łódź odkupiło od MKT 10 kolejnych Düwagów, z których 5 wagonów ma zostać skierowanych na linie, a 5 przeznaczonych na części zamienne. Wagony Konstal 803N oraz pozostała część Düwagów zostaną zezłomowane. Część Konstali 803N ma zostać zachowana w muzeum jako pojazdy zabytkowe.

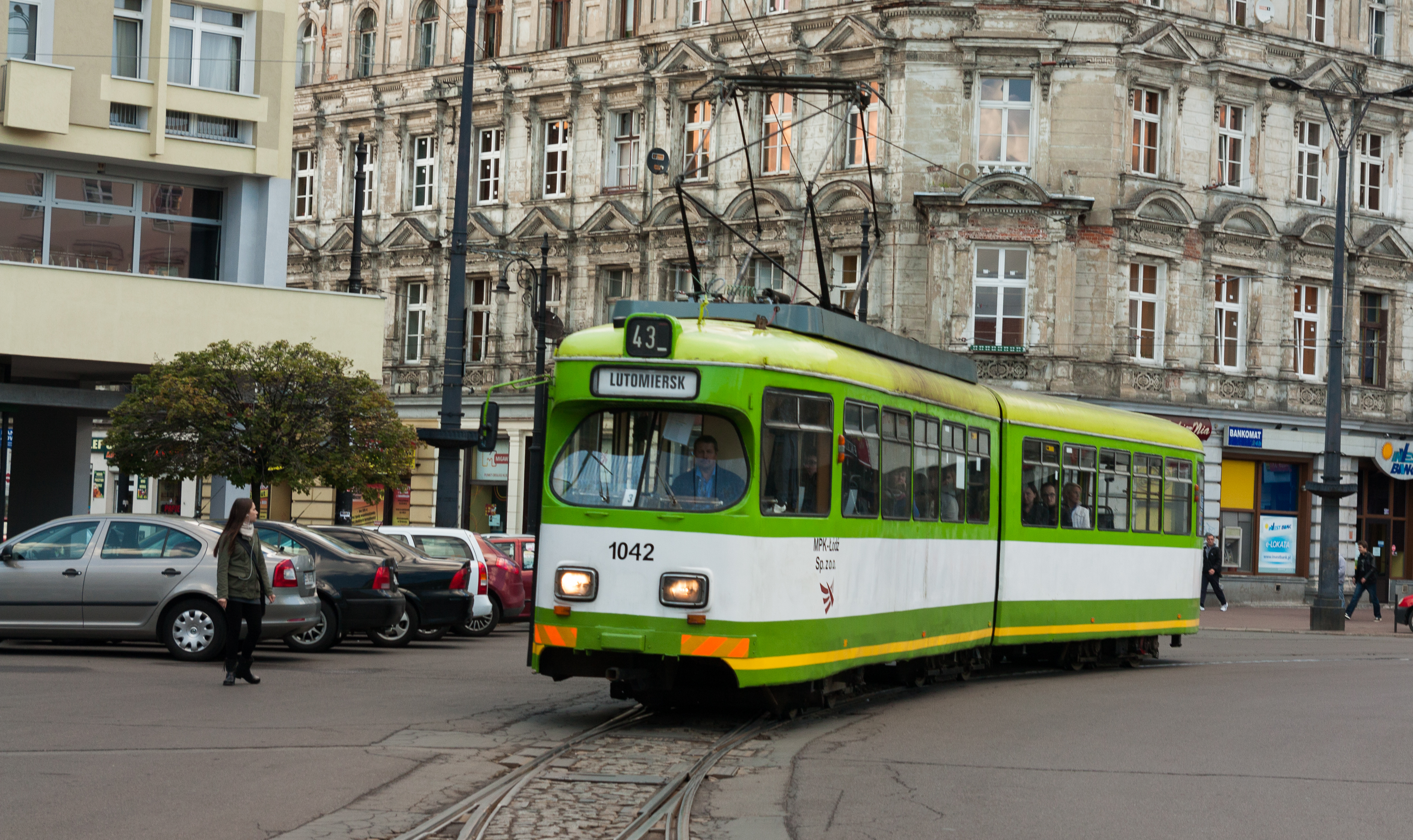
Tramwaj Duwag GT6 na linii 43. Plac Wolności. Kierunek Konstantynów. Wycofany z eksploatacji

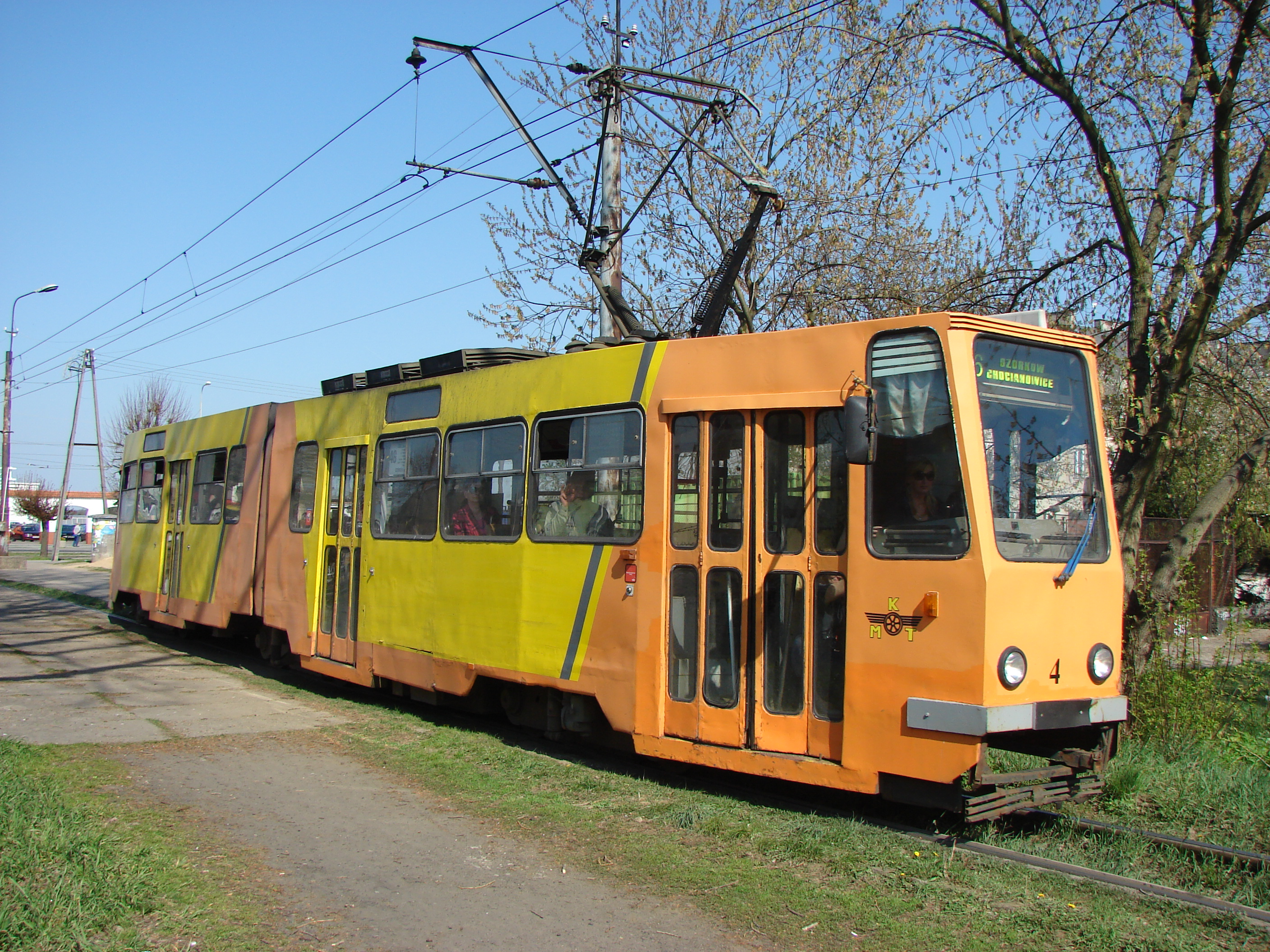
Konstal 803N. Wycofany z eksploatacji w 2012 roku

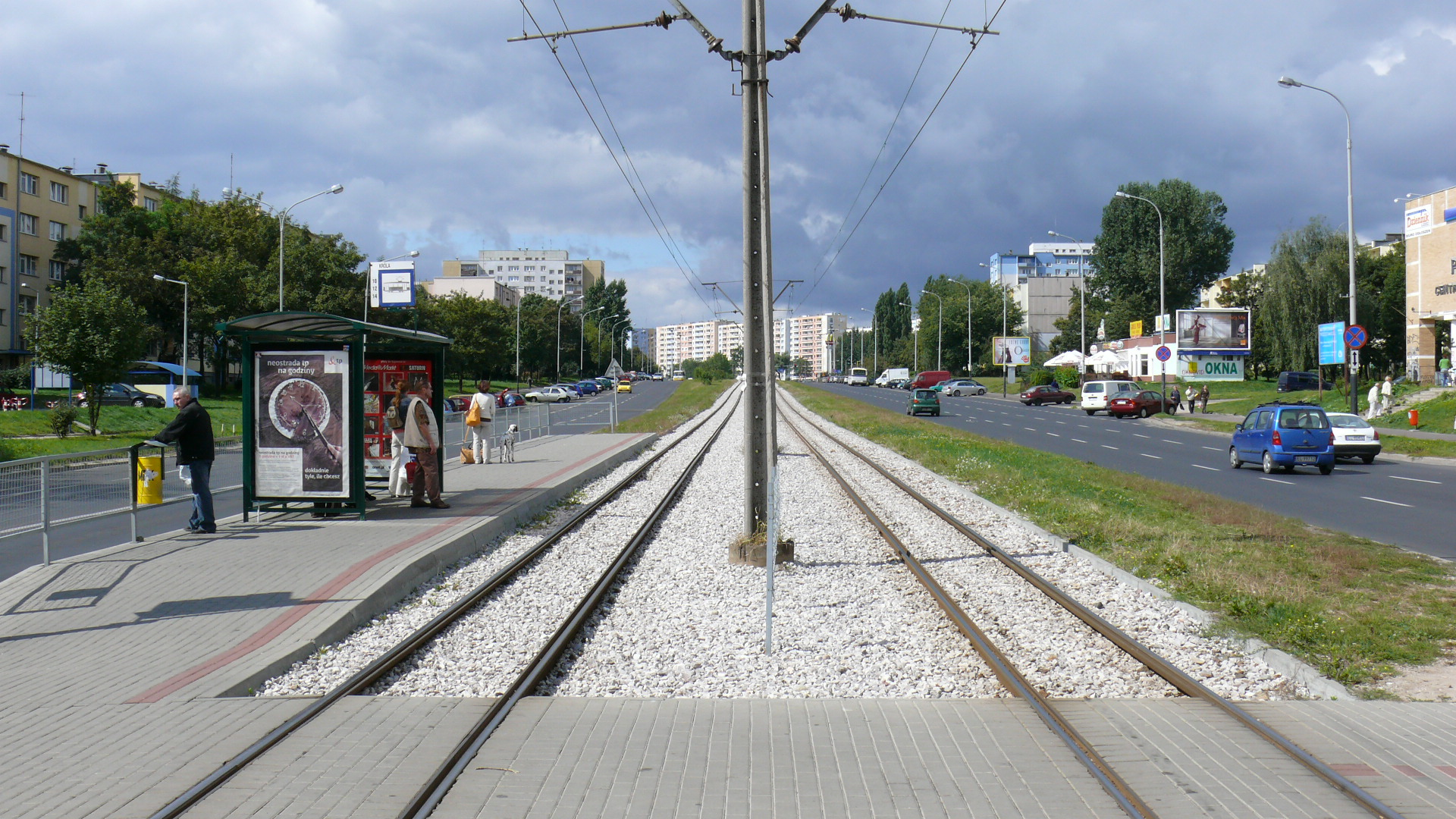
Przystanek tramwajowy na al. Wyszyńskiego

#### Tabor tramwajowy eksploatowany w momencie likwidacji MKT i TP
| Tabor tramwajowy MPK-Łódź wiosną 2012 r. | Tabor tramwajowy MPK-Łódź wiosną 2012 r. | Tabor tramwajowy MPK-Łódź wiosną 2012 r. | Tabor tramwajowy MPK-Łódź wiosną 2012 r. |
| Model/modernizacja                       | Od roku                                  | przewóz osób na wózkach                  | Liczba                                   |
| ---------------------------------------- | ---------------------------------------- | ---------------------------------------- | ---------------------------------------- |
| Konstal 805Na (oryginalny)               | 1977                                     |                                          | 276                                      |
| Konstal 805NaND                          | 2004                                     |                                          | 124                                      |
| Konstal 805N Enika                       | 2005/2011                                |                                          | 8                                        |
| Konstal 805N Elin, Konstal 805N-ML       | 1997                                     |                                          | 20                                       |
| Bombardier Cityrunner                    | 2002                                     | przewóz osób na wózkach                  | 15                                       |
| Pesa 122N                                | 2008                                     | przewóz osób na wózkach                  | 10                                       |
| Łącznie                                  | Łącznie                                  | Łącznie                                  | 453                                      |
| Udział wagonów niskopodłogowych          | Udział wagonów niskopodłogowych          | Udział wagonów niskopodłogowych          | 5,5%                                     |

| Tabor tramwajowy MKT i TP wiosną 2012 r. | Tabor tramwajowy MKT i TP wiosną 2012 r. | Tabor tramwajowy MKT i TP wiosną 2012 r. | Tabor tramwajowy MKT i TP wiosną 2012 r. | Tabor tramwajowy MKT i TP wiosną 2012 r. |
| Typ tramwaju                             | Od roku                                  | przewóz osób na wózkach                  | Przewoźnicy                              | Liczba                                   |
| ---------------------------------------- | ---------------------------------------- | ---------------------------------------- | ---------------------------------------- | ---------------------------------------- |
| Konstal 803N, wcześniej Konstal 102NaW   | 1973                                     |                                          | MKT TP                                   | 7 8                                      |
| Düwag GT8                                | 2006/2009                                |                                          | MKT                                      | 6                                        |
| Düwag GT8N                               | 2007                                     | przewóz osób na wózkach                  | MKT                                      | 10                                       |
| Düwag GT8ZR                              | 2009                                     |                                          | MKT                                      | 5                                        |
| Düwag GT6                                | 1990/2010 (TP) 2008/2009 (MKT)           |                                          | MKT TP                                   | 4 8                                      |
| Lohner GT6                               | 2009                                     |                                          | MKT                                      | 1                                        |
| Düwag M6S                                | 2011                                     |                                          | MKT                                      | 6                                        |
| Łącznie                                  | Łącznie                                  | Łącznie                                  | Łącznie                                  | 55                                       |
| Udział wagonów niskowejściowych          | Udział wagonów niskowejściowych          | Udział wagonów niskowejściowych          | Udział wagonów niskowejściowych          | 18,2%                                    |

## Łódzkie tramwaje obecnie

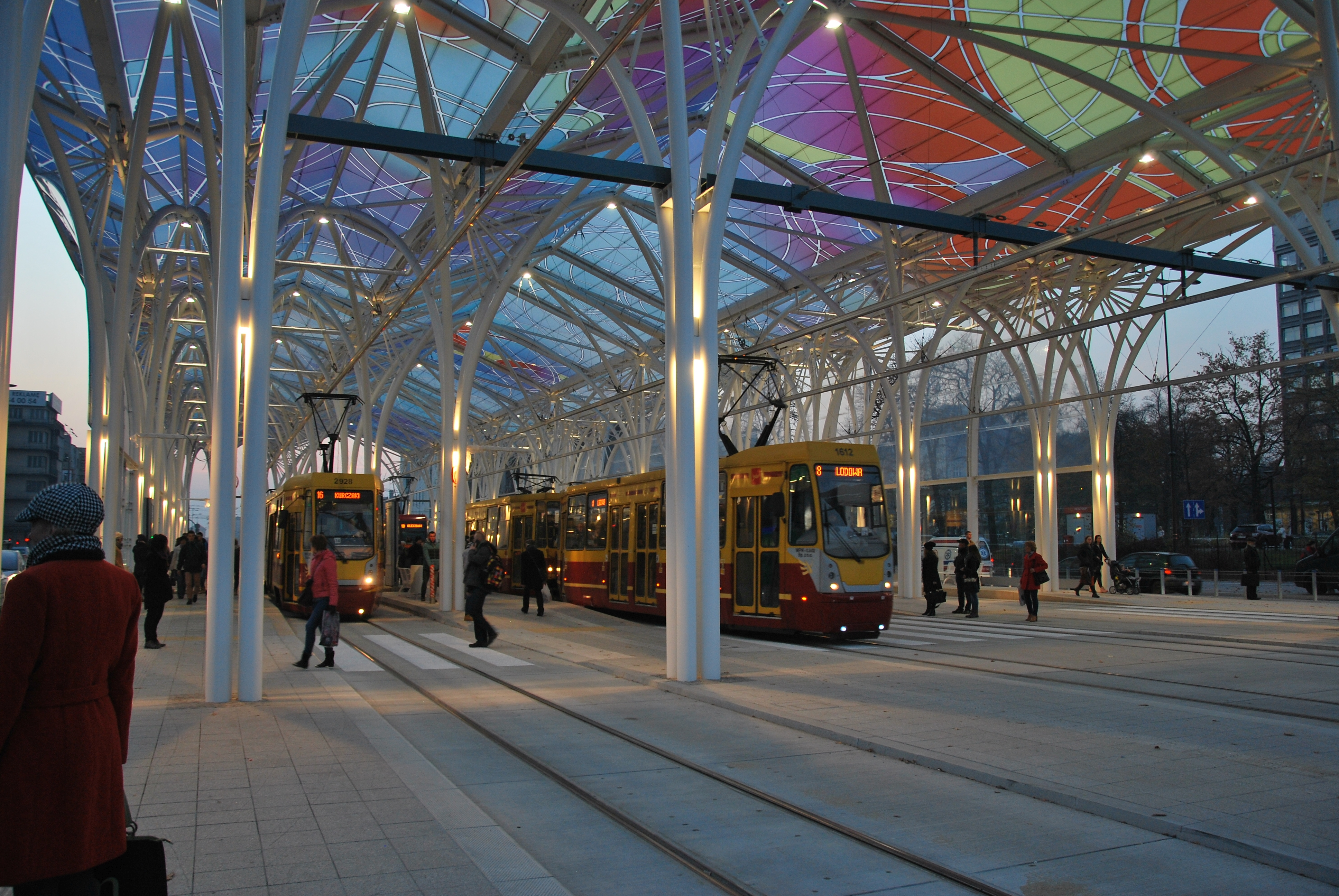
Dworzec Tramwajowy Centrum, przystanek przesiadkowy otwarty w 2015 roku jako część trasy W-Z

Po II wojnie światowej obie łódzkie spółki tramwajowe (miejska i podmiejska) zostały upaństwowione i połączone. Sieć linii została przez lata rozbudowana, a tabor znacznie unowocześniony. Obecnie zarządza nimi Miejskie Przedsiębiorstwo Komunikacyjne – Łódź Sp. z o.o., powstałe w 1992 roku. Wszystkie udziały w kapitale zakładowym tej spółki objęła Gmina Łódź. Tramwaje w Łodzi jeżdżą z powodzeniem do dziś, należąc do najpopularniejszych środków transportu publicznego. W chwili obecnej w Łodzi funkcjonuje 19 linii miejskich oraz 3 podmiejskie. Niesprecyzowane są plany dla linii do Lutomierska i Ozorkowa. Obecnie do Zgierza kursuje linia tramwajowa nr 45, do Pabianic kursują tramwaje linii 41, a do Konstantynowa Łódzkiego tramwaje linii 43. Linię nr 10 od 2002 do 2011 roku obsługiwały nowoczesne wagony typu Cityrunner. W 2011 roku przeniesione zostały na linię 16A, ze względu na zły stan torowiska na trasie linii 10. Od 2012 roku Cityrunnery jeżdżą na różnych liniach, m.in. 15, 19 i 45. Od 2008 do 2023 roku Cityrunnery oraz klimatyzowane tramwaje Pesa Tramicus kursowały na linii 11.
31 października 2015 po dwuletniej przebudowie otwarto wyremontowaną linię W-Z, w ramach tej inwestycji linia została wydłużona do Olechowa. Trasa liczy 17,3 km (4,1 km nowego torowiska i 13,2 km wyremontowanego), powstało na niej 7 węzłów przesiadkowych oraz 18 wind. Na liniach nr 10A i 10B kursują niskopodłogowe tramwaje Pesa Swing zakupione specjalnie w tym celu.
W listopadzie 2015 r. zakończyła się budowa planowanej jeszcze w czasach PRL trasy od krańcówki Widzew Augustów na osiedle Olechów z nową pętlą przy fabryce Della. W grudniu 2016 r. oddano do użytku węzeł przy Dworcu Fabrycznym i tramwaje pojechały ul. Składową do ulic Tramwajowej i Narutowicza, oraz powróciły na ulicę POW pomiędzy ulicami Składową a Narutowicza.
1 marca 2023 po raz pierwszy na tory w ruchu liniowym wyjechał pięcioczłonowy Moderus Gamma LF 06 AC (#2399), pierwszy z trzydziestu zamówionych przez Łódź. Debiutował na linii nr 9 (brygada 7).

### Przewoźnicy
Usługi przewozowe na liniach tramwajowych w Łodzi świadczy Miejskie Przedsiębiorstwo Komunikacyjne – Łódź na podstawie umowy powierzenia.

## Przyszłość

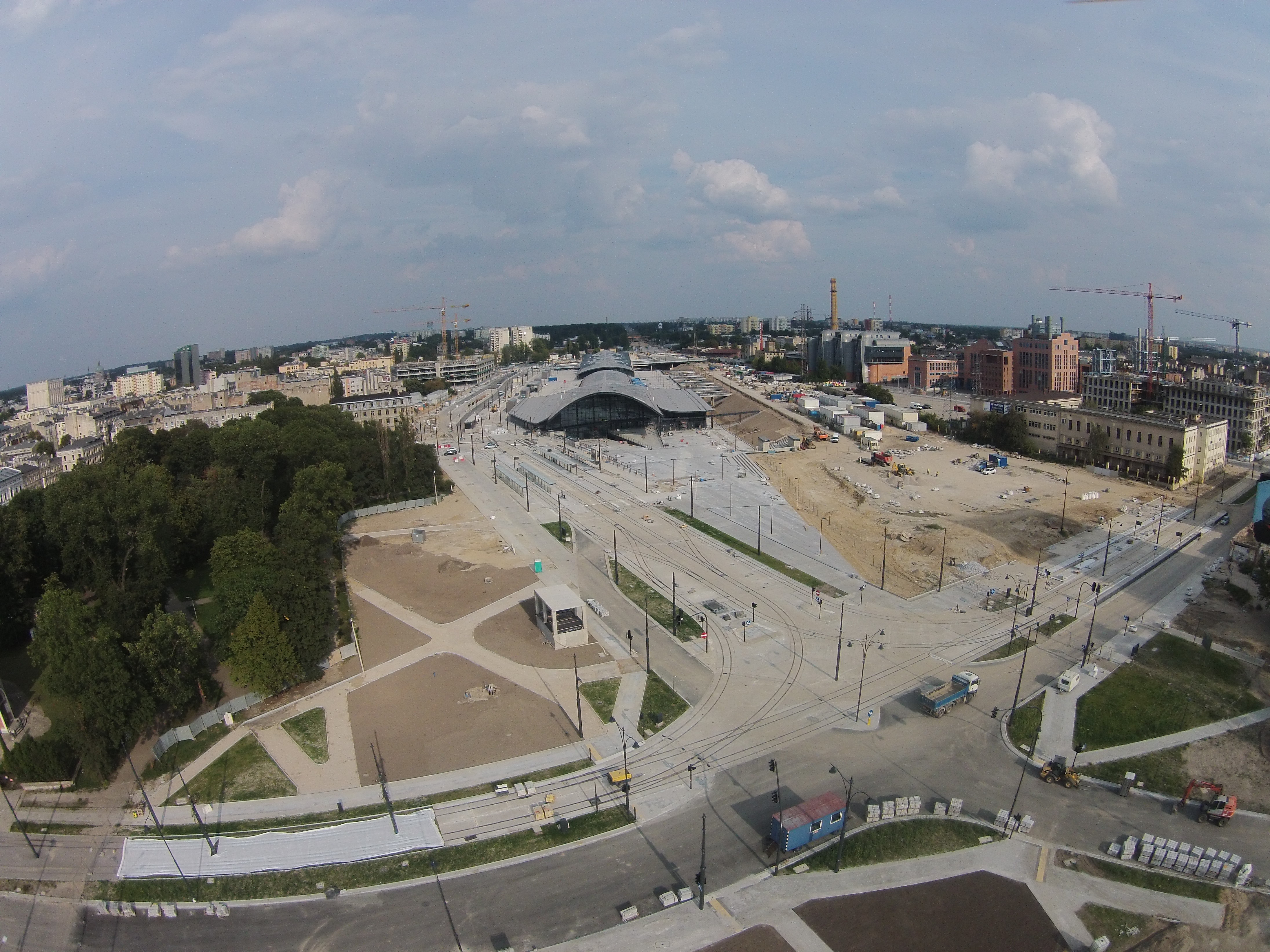
Multimodalny dworzec Łódź Fabryczna w budowie w 2016 roku, wraz z nowym odcinkiem linii tramwajowej w ulicy Składowej i Węglowej i węzłem przesiadkowym

W najbliższych latach mają się rozpocząć budowy linii w ul. Węglowej pomiędzy ulicami Tramwajową a Kopcińskiego, oraz ulic Paderewskiego i Broniewskiego pomiędzy ulicami Rzgowską a Niższą. Czas rozpoczęcia prac kilkakrotnie przekładano, lecz prawdopodobnie zakończą się do 2027r.
W dalszych planach znajdują się (stan z 2022r.):
- budowa linii wzdłuż ul. Rzgowskiej do Szpitala Centrum Zdrowia Matki Polki – trwają prace projektowe
- krótki odcinek pomiędzy Al. Włókniarzy a powstającym przystankiem kolejowym Łódź-Koziny – odbyły się konsultacje społeczne
- budowa linii wzdłuż ul. Pomorskiej do Centrum Kliniczno-Dydaktycznego.
- połączenie Retkini ze Zdrowiem wzdłuż ul. Retkińskiej i Krzemienieckiej
- budowa linii na Marysin wzdłuż ul. Marysińskiej
- powrócono do koncepcji odbudowy połączenia trasy w ul. Piotrkowskiej z trasą w al. Politechniki poprzez ul. Wróblewskiego, ul. Wólczańską i ul. Czerwoną
- powrócono do koncepcji budowy połączenia trasy w ul. Wojska Polskiego i Strykowskiej z trasą w ul. Kopcińskiego poprzez ul. Kopcińskiego i ul. Sporną

Postulowane w latach 2000–2022:
- połączenie Olechowa z Zarzewem wzdłuż ul. Przybyszewskiego
- przedłużenie linii w ul. Dąbrowskiego na Dąbrowę Przemysłową
- przedłużenie linii w ul. Węglowej poza ul. Kopcińskiego w kierunku Widzewa i połączenie jej z linią w ul. Piłsudskiego

- połączenie planowanej trasy w Al. Palki z Zajezdnią Telefoniczną łącznikiem w ul. Telefonicznej – nie jest jasne czy łącznik ten miałby służyć również do prowadzenia ruchu liniowego
- przedłużenie linii w ul. Wróblewskiego w kierunku Al. Włókniarzy
- budowa odnogi z ul. Rokicińskiej do dworca Łódź Widzew.
- budowa rezerwowej krańcówki tramwajowej na linii do Helenówka
- przedłużenie linii w ul. Warszawskiej na osiedle Rogi wzdłuż ulic Kryształowej i Łupkowej
- budowa linii w ul. Tymienieckiego pomiędzy ul. Piotrkowską a Kilińskiego obsługującej Księży Młyn[24]

nie znalazły się w oficjalnych dokumentach dotyczących rozwoju sieci do 2040 r.
W planach jest zakup 30 nowych niskopodłogowych tramwajów które mają pojawić się w 2026 r.
Problemami komunikacji tramwajowej w Łodzi pozostają: niewielka prędkość pojazdów związana z brakiem priorytetu, brak wydzielonych torowisk powodujący blokowanie tramwajów przez samochody, niewielka częstotliwość kursowania w godzinach wieczornych i w weekendy, a także częste zatrzymania ruchu tramwajów. Grozi to dalszym odpływem pasażerów do samochodów.
Niepewny jest również los zawieszonych odcinków podmiejskich: Konstantynów Łódzki- Lutomiersk oraz Zgierz (Kurak) – Ozorków. Obecnie (wrzesień 2024) tramwaje nie kursują, stan infrastruktury nie pozwala na wznowienie ruchu, odbudowa linii przekracza możliwości zainteresowanych gmin (dotyczy to zwłaszcza Gminy Zgierz i miasta Konstantynów Łódzki). Próby finansowania linii lutomierskiej jako inwestycji komplementarnej do projektu Centralnego Portu Komunikacyjnego zakończyły się fiaskiem.

## Tabor tramwajowy MPK-Łódź
W ciągu ponad 100 lat funkcjonowania łódzkich tramwajów można naliczyć aż 20 typów używanych wagonów, wszystkie one – wobec faktu, iż od początku kładziono w Łodzi tory o rozstawie szyn 1000 mm – przystosowane były do trakcji wąskotorowej. Część pojazdów obsługiwała także linie podmiejskie.

### Tabor eksploatowany liniowo
| Ilustracja | Typ tramwaju           | Liczba wagonów | Rok produkcji | Rok modernizacji | Początek eksploatacji | Właściwości                                                                                          | Zajezdnia                  | Uwagi: |
| ---------- | ---------------------- | -------------- | ------------- | ---------------- | --------------------- | --- | -------------------------- | --- |
|            | Moderus Gamma LF 06 AC | 30             | 2022–2023     |                  | 2023                  | przewóz osób na wózkach · pojazd niskopodłogowy · klimatyzacja przestrzeni pasażerskiej · monitoring | Chocianowice               | Pierwszy pojazd został dostarczony w grudniu 2022 r. Tramwaje kursować będą na liniach tramwajowych, które obecnie są w trakcie przebudowy w ramach dużego projektu Tramwaj dla Łodzi. 1 marca pierwsze dwa wyjechały na miasto.                                              |
|            | Pesa 122NaL Swing      | 12             | 2018          |                  | 2018                  | przewóz osób na wózkach · pojazd niskopodłogowy · klimatyzacja przestrzeni pasażerskiej · monitoring | Telefoniczna               | 22 jednostki obsługują linie 10A i 10B od 2015 r, ponadto dostarczone zostały wszystkie wagony z zamówionych dla linii 14. |
| 22         | Pesa 122NaL Swing      | 2015           | 2015          |                  |                       | przewóz osób na wózkach · pojazd niskopodłogowy · klimatyzacja przestrzeni pasażerskiej · monitoring | Telefoniczna               | 22 jednostki obsługują linie 10A i 10B od 2015 r, ponadto dostarczone zostały wszystkie wagony z zamówionych dla linii 14. |
|            | Pesa 122N Tramicus     | 10             | 2008          | 2023-teraz       | 2008                  | przewóz osób na wózkach · pojazd niskopodłogowy · klimatyzacja przestrzeni pasażerskiej · monitoring | Chocianowice               | W latach 2008–2023 wagony były przypisane do zajezdni Telefoniczna. W 2023 roku jeden wagon został zmodernizowany. |
|            | Bombardier Cityrunner  | 15             | 2001–2002     | 2015-teraz       | 2002                  | przewóz osób na wózkach · pojazd niskopodłogowy · klimatyzacja przestrzeni pasażerskiej · monitoring | Telefoniczna               | 15 Cityrunnerów jest w ruchu. Planowana jest modernizacja Cityrunnerów, jedenaście wagonów jest już zmodernizowanych. Tramwaje w czasie modernizacji zostały wyposażone w klimatyzację.                                                                                       |
|            | Duewag NF6D            | 34             | 1992–1994     | 2020-teraz       | 2017                  | przewóz osób na wózkach · pojazd niskopodłogowy · pojazd dwukierunkowy · monitoring                  | Telefoniczna               | 12 kwietnia 2017 do ruchu trafił pierwszy zakupiony w celach testów pojazd. W listopadzie 2017 zapowiedziano zakup 32 sztuk tego typu tramwaju. W marcu 2018 popisano umowę na dostarczenie 34 pojazdów. Jeden zmodernizowany wagon jest przeznaczony do celów szkoleniowych. |
|            | AEG/Adtranz GT6M-ZR    | 10             | 1995-1997     |                  | 2023                  | przewóz osób na wózkach · pojazd niskopodłogowy · pojazd dwukierunkowy · monitoring                  | Chocianowice               | W grudniu 2023 roku dostarczono pierwszy egzemplarz z 10 zamówionych. W grudniu 2024 rozpisano przetarg na dostawę kolejnych 8 sztuk. |
|            | Düwag M8CN             | 18             | 1982–1983     | 2014–2019 2023   | 2014                  | przewóz osób na wózkach · pojazd dwukierunkowy · monitoring                                          | Chocianowice               | Modernizacja standardowego Düwag M8C przeprowadzana w latach 2014–2019 oraz w 2023 roku przeprowadzono modernizację 4 nowo zakupionych pojazdów |
|            | Konstal 805N-ML Woltan | 62             | 1977–1990     | 2012–2018        | 2012                  | monitoring                                                                                           | Telefoniczna, Chocianowice | Modernizacja standardowego Konstal 805Na przeprowadzona w latach 2012–2019. Jeden skład jest przeznaczony do celów szkoleniowych. |
|            | Konstal 805NaND        | 133            | 1977–1990     | 2004–2012        | 2004                  | | Telefoniczna, Chocianowice | Modernizacja standardowego Konstal 805Na przeprowadzana w latach 2004–2012 oraz odświeżana wersja w 2020. Jeden skład jest przeznaczony do celów szkoleniowych. |
|            | Konstal 805Na          | 6              | 1977–1990     |                  | 1977                  | | Telefoniczna, Chocianowice | 6 wagonów jest obsługiwanych liniowo, natomiast kolejne 4 są przeznaczone do celów szkoleniowych. |

| Statystyki                                | Statystyki |
| ----------------------------------------- | ---------- |
| Suma pojazdów                             | 352        |
| Udział wagonów niskopodłogowych we flocie | 43%        |
| Udział wagonów klimatyzowanych we flocie  | 25%        |

### Tabor historyczny i zabytkowy
- Herbrand VNB-125 (1898–1929) 156+
- U-104 Pulman (1909–1960)
- Lilpop III (1939–1973)[42]
- Konstal 2N (1950–1989)
- Konstal 5N (1957–1991)
- Konstal 803N – eksploatowany od 1973 do 2012 roku, skasowano wszystkie wagony. Pozostawiono TP 2 i MKT 37, obecnie KMST 2 i KMST 37.
- Düwag GT6 (1990–2021)
- Düwag GT8 (2009–2012)
- Düwag GT8 Typ Fryburg (2006–2012)
- Düwag GT8ZR (2009–2012)
- Düwag GT8N (2007–2023) – Jeden tramwaj pełni funkcje wagonu imprezowego i nie jest dostosowany do ruchu liniowego.

| Ilustracja | Typ              | Producent                                                             | Numer taborowy | Rok produkcji | Właściciel         | Uwagi                                              |
| ---------- | ---------------- | --------------------------------------------------------------------- | -------------- | ------------- | ------------------ | -------------------------------------------------- |
|            | Herbrand VNB-125 | Herbrand                                                              | 11             | 1898          | KMST               | Oczekuje na remont                                 |
|            | Herbrand GE-58   | Herbrand                                                              | 71             | 1898-1899     | MPK                | [ 44 ]                                             |
|            | Herbrand U107c   | Herbrand                                                              | 336            | 1911-1914     | KMST               | Oczekuje na remont                                 |
|            | ?                | Les Ateliers Métallurgiques                                           | 371            | 1910          | KMST               | Określany jako "typ belgijski", oczekuje na remont |
|            | Sanok            | Sanok                                                                 | 17             | 1929          | Tomasz Adamkiewicz | [ 47 ]                                             |
|            | Lilpop II        | Lilpop, Rau i Loewenstein                                             | 48             | 1929          | MPK                | [ 48 ]                                             |
|            | Lilpop III       | Lilpop, Rau i Loewenstein                                             | 153            | 1939          | MPK                | Wagon w trakcie remontu (obecnie prace przerwane)  |
|            | Lilpop III       | Lilpop, Rau i Loewenstein                                             | 158            | 1939          | MPK                | [ 50 ]                                             |
|            | 2N               | Konstal                                                               | 105            | 1950          | KMST               | Dawny wagon techniczny, oczekuje na remont         |
|            | 2N               | Stocznia Północna                                                     | 1234           | 1950          | KMST               | Dawny wagon szkoleniowy                            |
|            | 2N               | Stocznia Północna                                                     | 108            | 1951          | KMST               | Pług lemieszowy, oczekuje na remont                |
|            | 2N               | Konstal                                                               | 101            | 1954          | KMST               | Pług wirnikowy                                     |
|            | 2N               | Konstal                                                               | 92031          | 1956          | KMST               | Pług wirnikowy                                     |
|            | 2ND              | Konstal                                                               | 588            | 1955          | KMST               | Oczekuje na remont                                 |
|            | 5N               | Konstal                                                               | 109            | 1959          | KMST               | Wagon do prac przy sieci trakcyjnej                |
|            | 5ND              | FWŚ                                                                   | 702            | 1959          | Tomasz Adamkiewicz | Oczekuje na remont                                 |
|            | 5N               | Konstal                                                               | 337            | 1961          | MPK                | [ 59 ]                                             |
|            | 5ND              | FWŚ                                                                   | 644            | 1960          | MPK                | [ 59 ]                                             |
|            | 5N               | Konstal                                                               | 154            | 1961          | Tomasz Adamkiewicz | [ 60 ]                                             |
|            | 5N               | Konstal                                                               | 4092           | 1961          | KMST               | W trakcie remontu                                  |
|            | 5N               | Konstal                                                               | 103            | 1961          | KMST               | Dawny wagon techniczny                             |
|            | GT6              | Düwag                                                                 | 1042           | 1957          | KMST               | Oczekuje na remont                                 |
|            | GT6              | Düwag                                                                 | 1075           | 1962          | KMST               | [ 64 ]                                             |
|            | GT6              | Düwag                                                                 | 4038           | 1963          | KMST               | Do 2025 nr 805                                     |
|            | GT8N             | Düwag                                                                 | 166            | 1962          | MPK                | Wagon imprezowy                                    |
|            | GT8N             | Düwag                                                                 | 4512           | 1964          | KMST               | Do 2025 nr 1512                                    |
|            | GT8N             | Düwag                                                                 | 4519           | 1962          | KMST               | Jako liniowy nosił nr 1519                         |
|            | 803N             | Konstal                                                               | 2              | 1973          | KMST               | [ 72 ]                                             |
|            | 803N             | Konstal                                                               | 21             | 1974          | KMST               | Oczekuje na remont                                 |
|            | 803N mod         | Konstal                                                               | 37             | 1974          | KMST               | [ 74 ]                                             |
|            | 805Na            | Konstal                                                               | 4447           | 1978/1995     | KMST               | Do 2025 nr 1447                                    |
|            | 805Na            | Konstal                                                               | 1830+1831      | 1988          | KMST               | Oczekują na remont                                 |
|            | 805Na            | Konstal                                                               | 2394           | 1978-1979     | KMST               | Oczekuje na remont                                 |
|            | ?                | Societe GREGG d’Europe                                                | 38             | 192x          | KMST               | Platforma towarowa                                 |
|            | ?                | Towarzystwo Akcyjne Budowy Transmisyj i Maszyn oraz Odlewów Żelaznych | 50             | 1916          | KMST               | Wagon towarowy kryty, oczekuje na remont           |
|            | ?                | Waggonfabrik Busch Hamburg-Bautzen / Kolej Elektryczna Łódzka         | 48             | 1900/1948     | KMST               | Wagon towarowy kryty, oczekuje na remont           |
|            | ?                | Towarzystwo Akcyjne Budowy Transmisyj i Maszyn oraz Odlewów Żelaznych | ?              | 1916          | Tomasz Adamkiewicz | Wagon towarowy kryty, służy jako magazyn           |

### Tabor wycofany z eksploatacji

#### Altanki

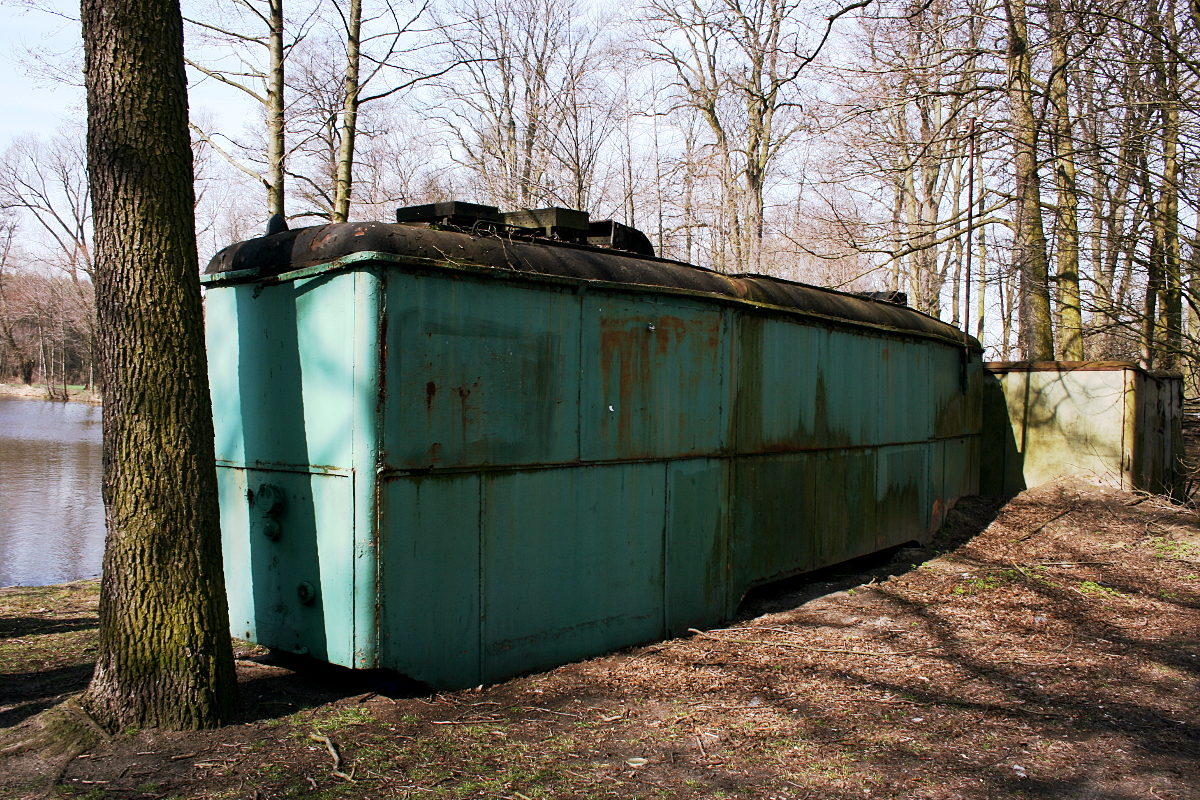
Wagon 5ND nr 518 jako altanka w osadzie Talar

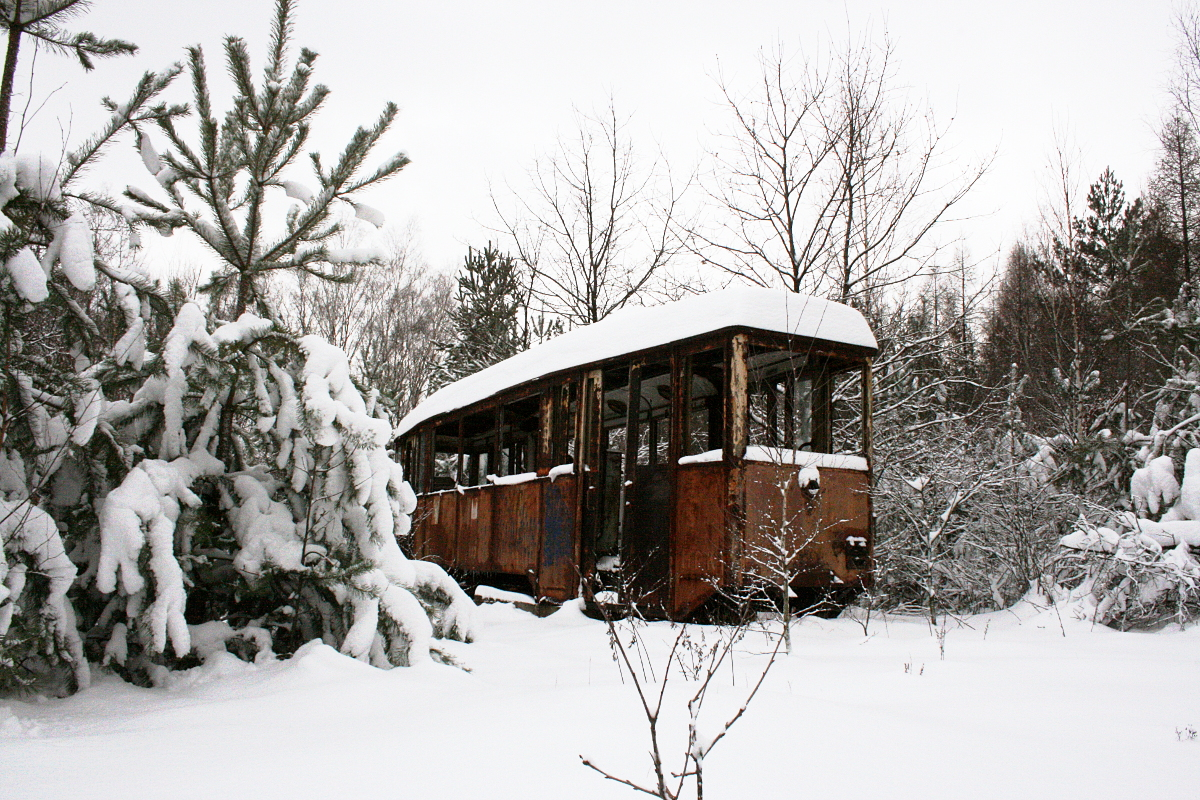
Wagon 5ND nr 633 jako altanka w okolicach wsi Dobieszków (obecnie nie istnieje)

Wiele wagonów po wycofaniu z eksploatacji zostało sprzedanych różnym osobom prywatnym (najczęściej pracownikom MPK) lub instytucjom. U nowych właścicieli wagony służyły m.in. jako domki letniskowe, czy magazyny. Kilkadziesiąt starych tramwajów wykorzystano również w ośrodku wypoczynkowym MPK w miejscowości Teofilów koło Spały. Niektóre z tych wagonów po latach zostały odkupione od dotychczasowych właścicieli w celu przywrócenia do ruchu jako pojazdy zabytkowe.

#### Pomniki
Dwa z wycofanych wagonów wykorzystano również jako pomniki. Jeden z nich (2N nr 282) stoi w Konstantynowie Łódzkim na placu Kościuszki, a drugi (805Na nr 3459) w Rzgowie przy ul. Łódzkiej, w miejscu gdzie przebiegała zlikwidowana obecnie trasa.

## Linie tramwajowe

### Tramwajowa Linia Turystyczna

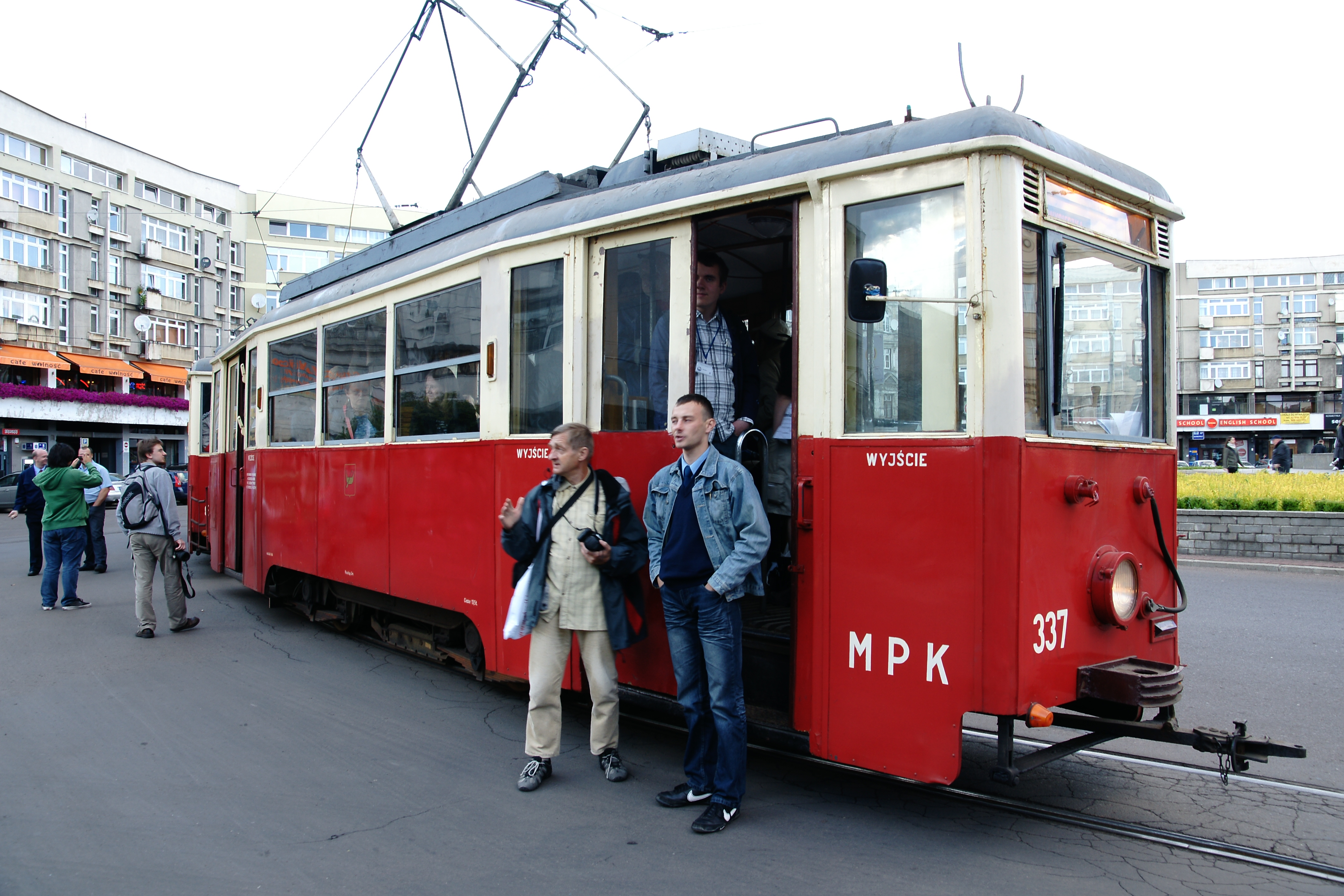
Tramwaj Konstal 5N+5ND na linii 43 na placu Wolności (2012)

Turystyczna linia tramwajowa, kursująca po Łodzi w sezonie wakacyjnym.
W czerwcu 2003 KMST zaproponował MPK-Łódź Sp. z o.o. uruchomienie kursującej co niedzielę turystycznej linii tramwajowej, której obsługę mógłby stanowić tabor historyczny. Pomysł został pozytywnie zaopiniowany przez Zarząd Spółki i tak, 3 sierpnia 2003 uruchomiono tramwajową linię turystyczną „0”, obsługiwaną historycznym składem 5N (337) + 5ND (644) z lat 1960–1961. MPK-Łódź zajęło się wydrukiem biletów oraz przydzieliło motorniczego.
Zabytkowe wagony 5N przeszły remont bieżący, podczas którego otrzymały nową powłokę lakierniczą oraz wymagane przez przepisy ruchu drogowego hamulce szynowe, kierunkowskazy i światła odblaskowe. Ponadto wagonom zmieniono numery taborowe na takie, jakie posiadały one podczas liniowej eksploatacji. Na silnikowy 5N wrócił numer 337 (dotychczas 100), a na doczepce 5ND pojawił się numer 644 zamiast 504. Odtworzono także oryginalne napisy na burtach oraz we wnętrzu wagonu, np. „nie rozmawiaj z motorniczym”.
Po raz pierwszy od 1983 w łódzkich tramwajach pojawili się konduktorzy – wolontariusze KMST. Zadaniem konduktorów była nie tylko sprzedaż specjalnych biletów, ale także zamykanie drzwi oraz dbanie o porządek w wagonach. Od 2011 roku na linii obowiązuje taryfa Lokalnego Transportu Zbiorowego w Łodzi. Nie wycofano jednak konduktorów. Sprzedają oni standardowe bilety łódzkiej komunikacji miejskiej.
W 2012 roku zrezygnowano z tworzenia specjalnej turystycznej linii tramwajowej na rzecz obsługi zabytkowym składem 5N+5ND jednej z brygad linii 43 w niedziele i święta. W 2013 roku linia otrzymała nową nazwę Tramwajowa Linia Turystyczna.

### Tramwaje podmiejskie

#### Linia tramwajowa nr 41

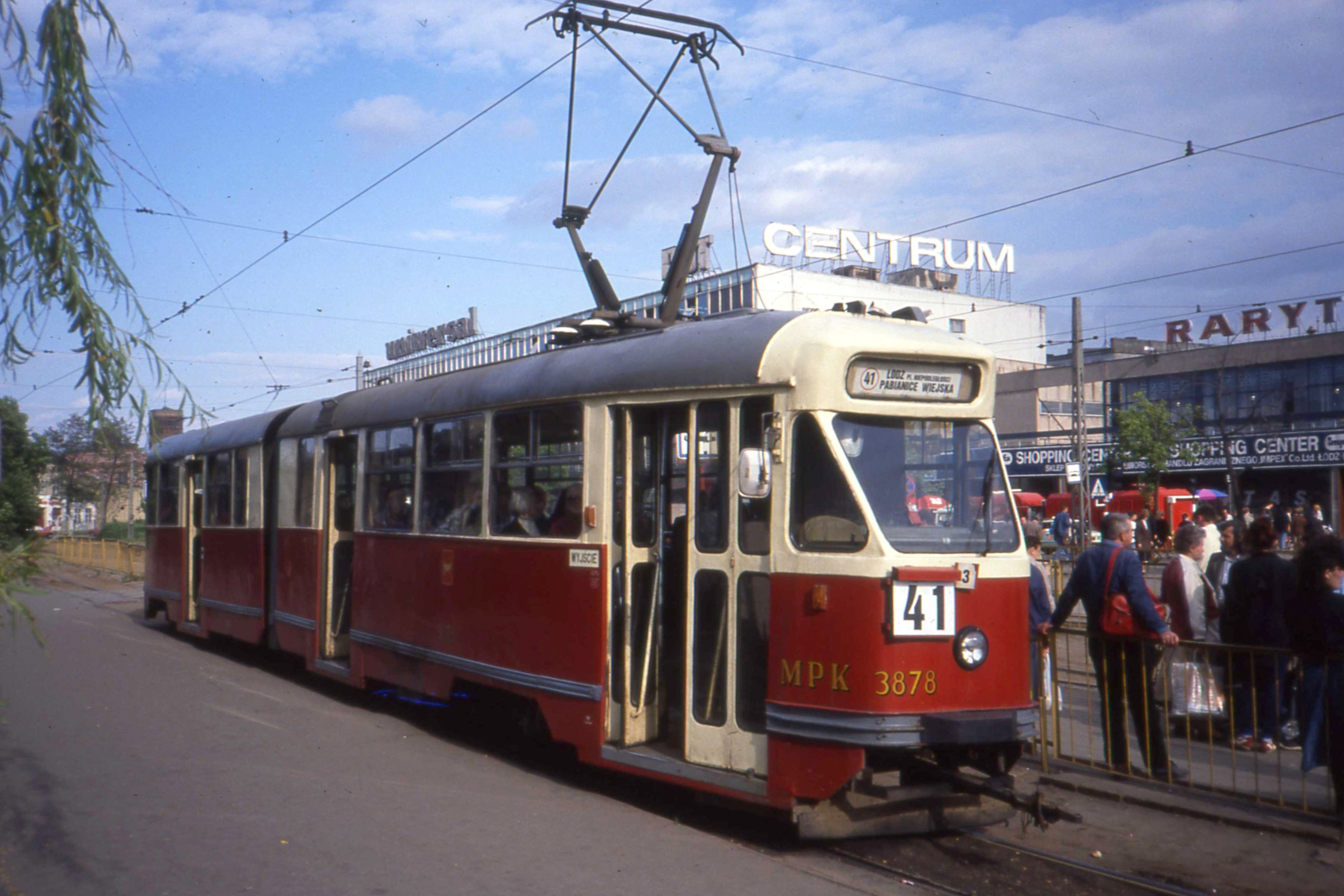
Tramwaj linii 41 na pl. Niepodległości (1991)

Tramwaj linii nr 41 (linia pabianicka) od 2012 kursuje z pętli Plac Niepodległości w Łodzi przez Ksawerów do Pabianic. Do 1998 roku istniał jej wariant 41bis kursujący z Dużego Skrętu (Pabianice) do krańcówki przy Wiejskiej, reaktywowany 4 października 2004 jako linia P, zlikwidowana 30 grudnia 2006. W okresie od 4 lipca 2007 do 1 sierpnia 2010 linia P kursowała ponownie, tym razem na trasie z Chocianowic (zawracanie na terenie zajezdni tramwajowej) do krańcówki przy Wiejskiej.
14 maja 2017 roku z powodu katastrofalnego stanu infrastruktury tramwajowej w Ksawerowie i Pabianicach linia 41 została skrócona do pętli Chocianowice-IKEA w Łodzi. Od Chocianowic do krańcówki Pabianice Dworzec PKP uruchomiono autobusową linię zastępczą Z41. W okresie sierpień – październik kursowanie linii zawieszono, jej rolę przejęła linia zastępcza Z41 kursująca pomiędzy pabianickim dworcem a przystankiem Łódź Dąbrowa. 1 listopada 2017 przywrócono kursowanie tramwaju po zakończeniu prac trakcyjnych.
Od jesieni 2019 do marca 2020 roku linia tramwajowa została zawieszona na odcinku Pabianice (Wiejska) – Ksawerów (Cegielniana), a od marca 2020 zawieszono ruch do Ksawerowa. W lipcu 2023 roku wznowiono ruch tramwajów na całej trasie.

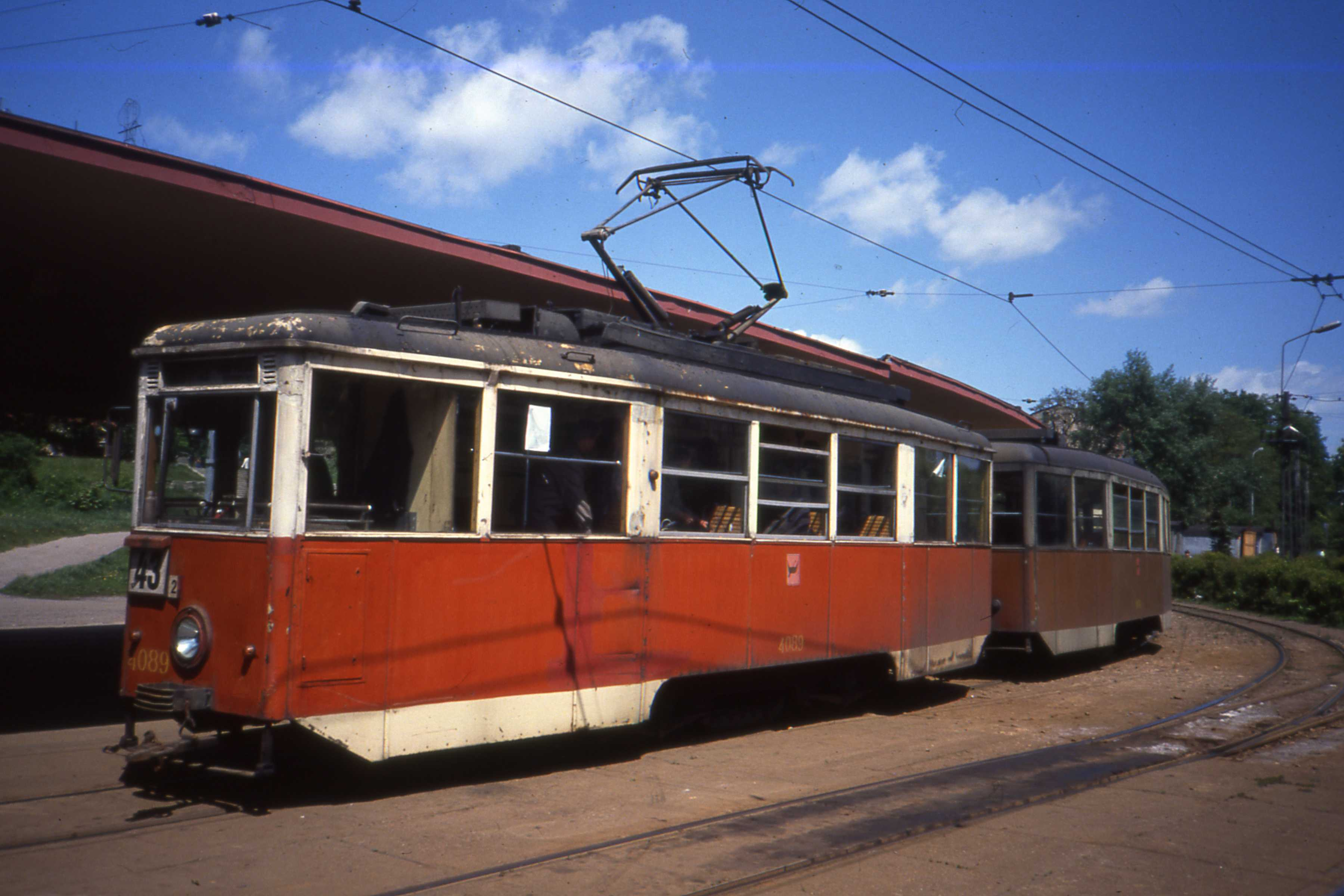
Tramwaj linii 43 na pętli Północna (1991)

#### Linia tramwajowa nr 43
Tramwaj linii nr 43 (linia konstantynowska) kursuje z tymczasowej pętli Legionów/Włókniarzy do Konstantynowa Łódzkiego. Do 2019 roku linia była wydłużona do Lutomierska i nazywana była linią konstantynowsko-lutomierską. Od 1956 do 2019 roku z przerwami kursowała z pętli przy ulicy Północnej w Łodzi. Do końca marca 2012 linia kursowała ze Stoków, a do kwietnia 2017 z pętli Telefoniczna, posiadała też wariant skrócony 43bis, kursujący na trasie Łódź Stoki – Konstantynów Łódzki oraz Łódź Stoki – Zdrowie. Zastąpiła ją linia 9, wydłużona do Konstantynowa ze Zdrowia (na dotychczasowej trasie linii 9 kursował jej skrócony wariant 9A). Od 2 kwietnia 2017 roku linia została podzielona na dwa warianty: 43A – do Konstantynowa i 43B do Lutomierska.
21 lutego 2017 z powodu podmycia torów ruch tramwajowy z Konstantynowa do Lutomierska został zawieszony. 9 października ruch wznowiony. Od dnia 3 marca 2019 linie 43A i 43B zostały zawieszone do odwołania z powodu złego stanu torowiska. MPK Łódź uruchomiło komunikację zastępczą 43A/B, która kursowała z Dworca Łódź Kaliska do Konstantynowa i Lutomierska.
1 lipca 2024 roku, po zakończeniu remontu trwającego od jesieni 2022 roku, wznowiono kursowanie tramwajów linii 43 do Konstantynowa. Powrót linii 43 na pętlę Północna w Łodzi uzależniony jest od wyremontowania odcinka ulicy Legionów oraz samej pętli. Los odcinka Konstantynów – Lutomiersk nie jest pewny. Dotychczasowe działania zakończyły się fiaskiem.
Od 2012 roku do 2018 roku w okresie letnim jedna z niedzielnych brygad linii 43 była obsługiwana zabytkowym składem wagonów Konstal 5N i 5ND (powstały w latach 1960–1961).
43bis było ostatnią linią w Łodzi, jakiej skrócony wariant oznaczano słowem bis.
Trasa linii 43 na odcinku od al. Włókniarzy do Konstantynowa przebiega wzdłuż drogi wojewódzkiej nr 710. Do 2019 roku również wzdłuż tej drogi przebiegał nieistniejący odcinek linii do Lutomierska.

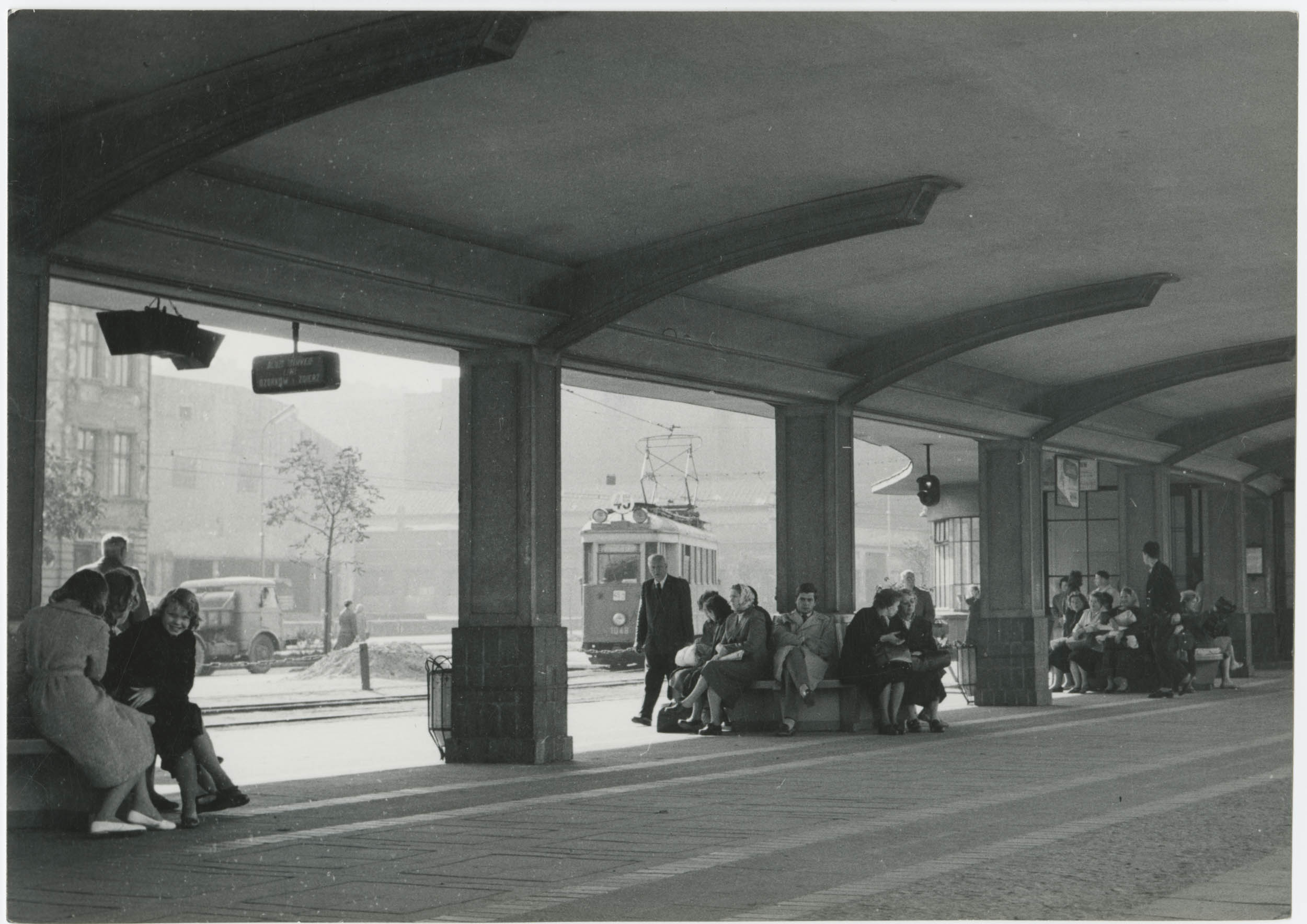
Tramwaj linii 45 na pętli Północna w latach 50. lub 60. XX wieku (fot. Ignacy Płażewski)

#### Linia tramwajowa nr 45
Tramwaj linii nr 45 (linia zgierska) kursuje z pętli przy ulicy Telefonicznej w Łodzi do Zgierza. W 2004 roku zlikwidowano linię 45, zastępując ją linią nr 11 na trasie Pabianice – Zgierz. Po zakończeniu budowy Łódzkiego Tramwaju Regionalnego do Zgierza skierowano linię 16 na trasie Kurczaki – Zgierz pl. Kilińskiego. 2 kwietnia 2017 roku przywrócono poprzednią numerację linii 16 na 45. 4 lutego 2018 w związku z katastrofalnym stanem infrastruktury MPK – Łódź zawiesiło kursowanie linii 45.
Od 20 grudnia 2021 po zakończeniu remontu tramwaje linii 6 kursowały do Zgierza. 16 marca 2024 przywrócono kursowanie linii 45.

#### Linia tramwajowa nr 46

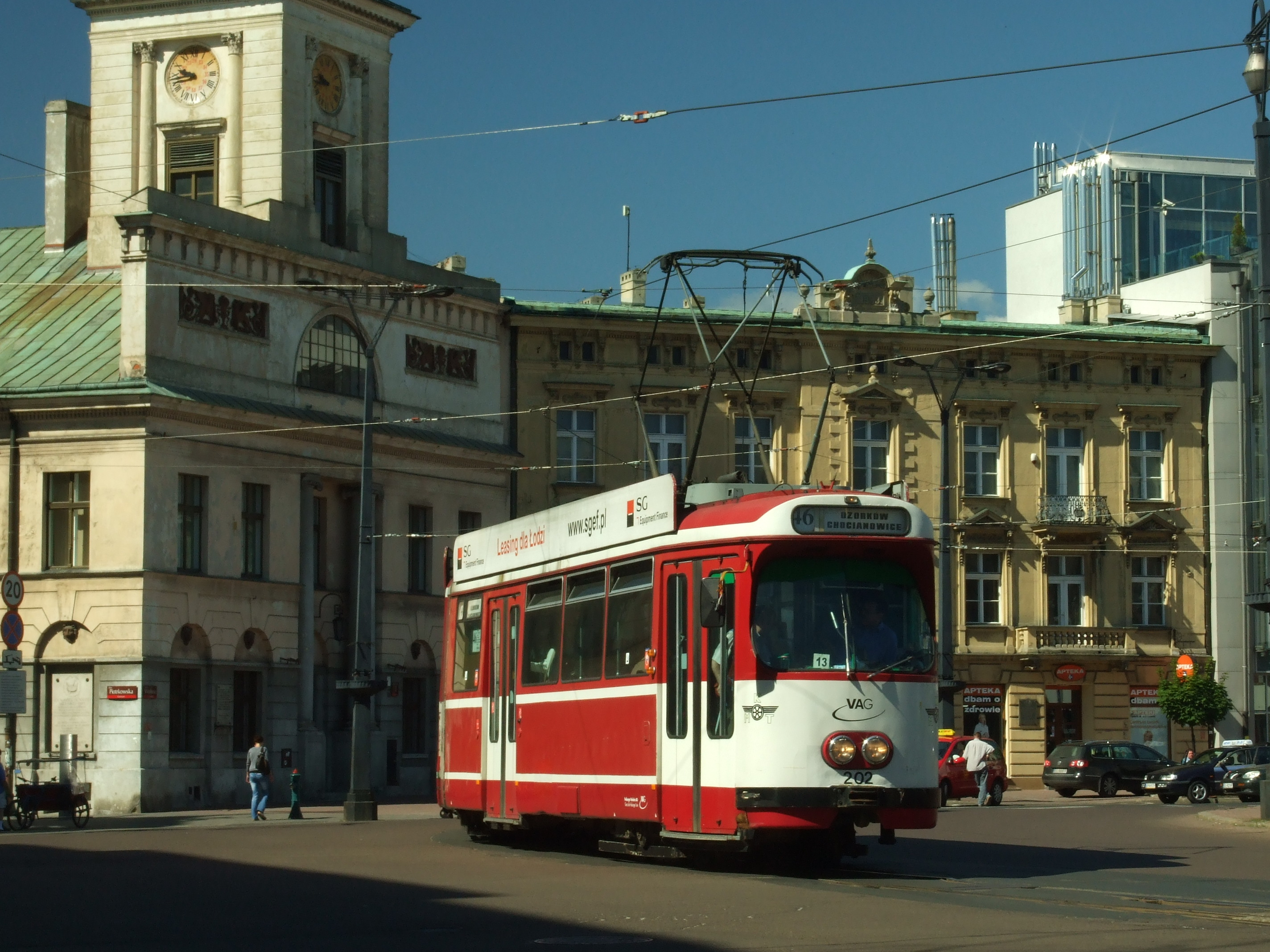
Tramwaj linii 46 na pl. Wolności w Łodzi (2010)

Tramwaj linii nr 46 (linia ozorkowska) kursował z pętli Stoki (dawniej z pętli: Zdrowie, Telefoniczna, Chocianowice-Ikea, Północna). Wszystkie tramwaje (oprócz kursujących z pętli Północna) dojeżdżały do pl. Wolności, a następnie podążały Nowomiejską, Zgierską, przez Zgierz do Ozorkowa. Była to najdłuższa, licząca około 30 km długości, linia tramwajowa w Polsce oraz jedna z najdłuższych linii tramwajowych na świecie (najdłuższą jest belgijska Kusttram).
Koncesja na wybudowanie i eksploatację linii tramwajowej z Łodzi do Ozorkowa przyznana została Łódzkim Wąskotorowym Elektrycznym Kolejom Dojazdowym w 1913. Do budowy trasy przystąpiono w 1920, a uroczystość uruchomienia nastąpiła 9 kwietnia 1922 (niedziela palmowa). Do kwietnia 1926 linia obsługiwana była trakcją parową. Od 1929 tabor dla linii stanowiły wozy zakupione w fabryce Lilpopa typu LRL. W latach siedemdziesiątych zastąpiono je tramwajami typu 2N i 5N, te zaś od 1989 pojazdami typów 102NaW oraz 803N.
18 stycznia 1986 linia 46 wydłużona została z centrum Ozorkowa od ulicy Wyszyńskiego, do nowo zbudowanej pętli przy ulicy Cegielnianej, po trasie zlikwidowanej na tym odcinku Kujawskiej Kolei Dojazdowej. Dalsze plany zakładały przedłużenie trasy do dworca kolejowego. Jednak zmiany polityczno-gospodarcze, jakie nastąpiły w Polsce po 1989 sprawiły, że z projektu zrezygnowano, a samej linii zaczęła zagrażać likwidacja.
1 listopada 1993 obsługę trasy od Miejskiego Przedsiębiorstwa Komunikacyjnego przejęła spółka Międzygminna Komunikacja Tramwajowa, dysponująca wagonami typu 803N oraz 102NaW. Później sprowadziła z Niemiec tramwaje Düwag GT6, Düwag GT8 oraz Düwag GT8N, które zastąpiły większość wagonów 803N. Powstał wariant skrócony 46A kursujący na odcinku w granicach Łodzi, a linia została wydłużona z pętli przy ul. Północnej w Łodzi do osiedla Chocianowice na południowym krańcu miasta.
Od 1 kwietnia 2012 linię ponownie obsługuje MPK. Zlikwidowano wariant 46A, zmieniono też trasę. Od tego czasu zaczynała się ona w łódzkim parku na Zdrowiu. Wagony 803N oraz część Düwagów przeznaczono do złomowania (kilka wagonów 803N zostanie zachowanych w muzeum), a w zamian za nie, poza pozostałymi tramwajami z Niemiec, do obsługi linii skierowano pojedyncze wagony 805Na. Przywrócono również nocne połączenie tramwajowe do Ozorkowa. W zamian za autobus nocny 46bus (wprowadzony przez MKT w miejsce zlikwidowanej nocnej linii tramwajowej 101), MPK uruchomiło nocne kursy linii 46 skrócone do łódzkiego placu Wolności.
- 9 kwietnia 1922 – uroczyste oddanie linii obsługiwanej w trakcji parowej – oznaczenie tablicami z nazwami miast.
- W maju 1926 – uruchomienie linii w trakcji elektrycznej.
- 1930 – oddanie Dworca Łódzkich Wąskotorowych Elektrycznych Kolei Dojazdowych na Bałuckim Rynku.
- 1939 – w okresie okupacji wprowadzono dodatkowe oznaczenie numerem 40. Linie podmiejskie wydłużono do Placu Wolności.
- 1945 – powrócono do pierwotnego oznaczenia linii za pomocą tablic z nazwami miast
- 22 lipca 1951 – oddano nową pętlę dla tramwajów podmiejskich przy ulicy Północnej.
- 1 stycznia 1956 – linię oznaczono numerem 46
- 18 kwietnia 1983 – w Ozorkowie linię skierowano do dworca Kujawskiej Kolei Dojazdowej.
- 18 stycznia 1986 – w Ozorkowie wydłużono trasę do nowo powstałej pętli przy ulicy Cegielnianej po trasie likwidowanej Kujawskiej Kolei Dojazdowej.
- 1 listopada 1993 – obsługę linii przejęła Międzygminna Komunikacja Tramwajowa (MKT)
- 1 lutego 2004 – wydłużenie trasy do pętli Chocianowice przez tereny Politechniki Łódzkiej.
- 1 sierpnia 2009 – wydłużenie trasy do pętli Chocianowice-IKEA (Port Łódź).
- 1 kwietnia 2012 – obsługę linii ponownie przejęło Miejskie Przedsiębiorstwo Komunikacyjne – Łódź. Skierowano ją ulicą Legionów na pętlę Zdrowie i wprowadzono kursy nocne.
- 2 kwietnia 2017 – w wyniku reorganizacji komunikacji miejskiej linię 46 skierowano z Ozorkowa do krańcówki Stoki.
- 4 lutego 2018 – w związku z katastrofalnym stanem infrastruktury MPK – Łódź zawiesiło kursowanie linii 46 do Ozorkowa, wraz z linią 45[103][100].
- 1 lutego 2022 – Od 1 lutego 2022 roku autobusy linii 10 (MUK Zgierz) zastąpią dotychczasową linię Z46 do Ozorkowa[104].

## Pętle tramwajowe

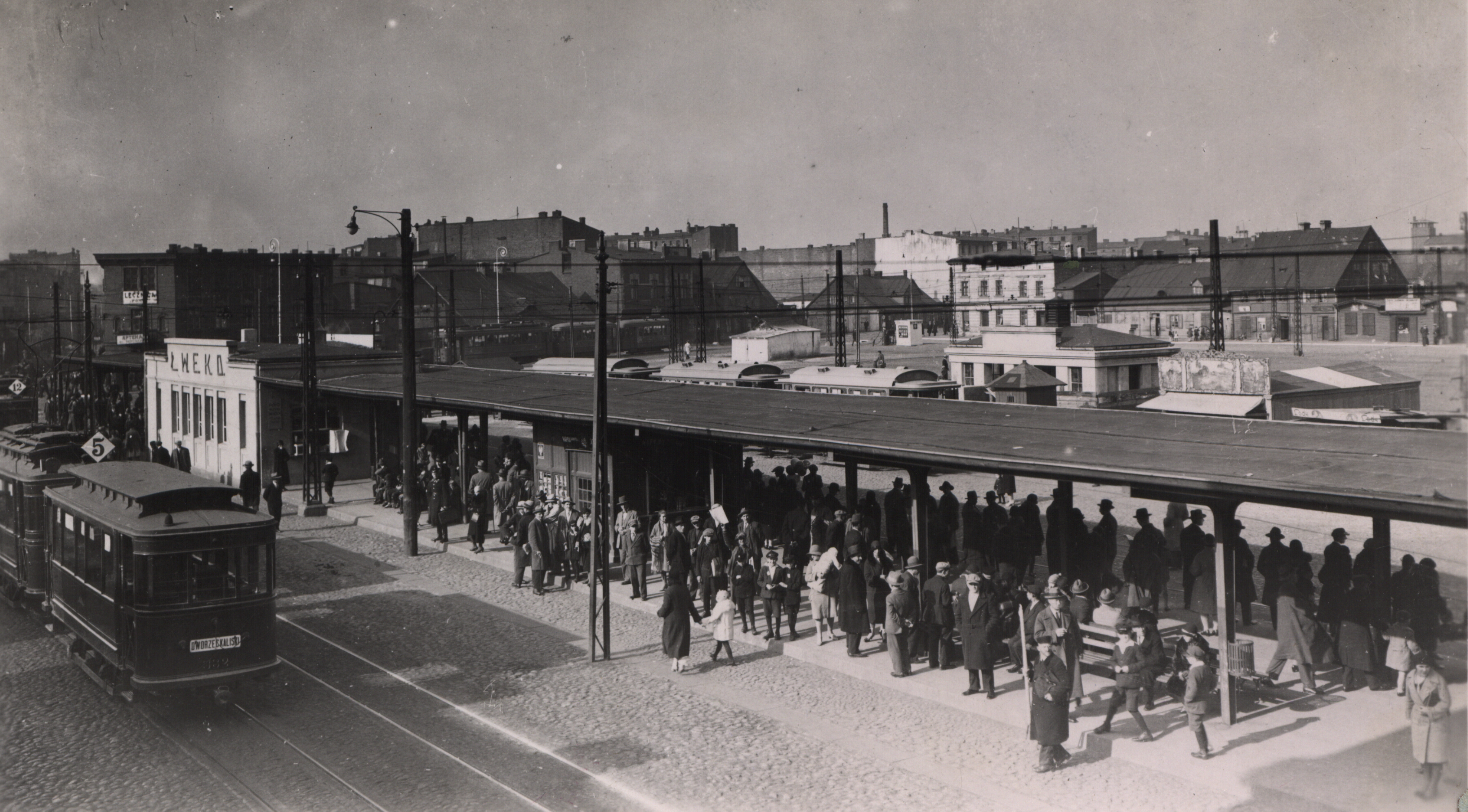
„Krańcówka” na Bałuckim Rynku (1930), tramwajów podmiejskich ŁWEKD (kier. Aleksandrów Łódzki, Zgierz i Ozorków) z torem przejazdowym tramwajów miejskich (KEŁ)

W gwarze łódzkiej koniec trasy tramwajowej (tak jak i autobusowej) nazywany jest krańcówką, z racji funkcjonowania do czasów II wojny światowej zakończeń tras tramwajowych jedynie w formie mijanek końcowych, czyli tzw. weksli. 
- pętli (od 1942)
- trójkąta manewrowego (od 1958)
- mijanki końcowej (od 1898)
- ronda z ruchem okrężnym (od 1925)
- pętli w formie kwartału ulicznego (od 1898)

Wagony dwukierunkowe Düwag M8CN, NF6D oraz GT6M-ZR na odcinkach jednotorowych nie wymagają dodatkowej infrastruktury do zmiany kierunku jazdy. Na odcinkach o dwóch torach mogą korzystać z mijanek końcowych ze zjazdami międzytorowymi. Odcinki jednotorowe w łódzkiej sieci tramwajowej istnieją przede wszystkim na liniach podmiejskich – na odcinkach:
- między pętlą Zdrowie w Łodzi a placem Wolności w Konstantynowie Łódzkim (7 km),
- między placem Wolności w Konstantynowie Łódzkim a Lutomierskiem (8 km) – odcinek wyłączony obecnie z eksploatacji,
- między Małym Skrętem na granicy Łodzi i Ksawerowa a Pabianicami (4 km),
- w Pabianicach na ulicy Łaskiej (900 m) (pomiędzy ul. Szarych Szeregów a ul. Mielczarskiego z dwutorowym przystankiem w okolicach ul. Tkackiej) oraz ul. Warszawskiej (450 m) (między skrzyżowaniem z ul. Sikorskiego a przystankiem Warszawska – „Tkaniny Techniczne”),
- między Kurakiem w Zgierzu a Ozorkowem (16,5 km) – odcinek wyłączony obecnie z eksploatacji,
- na terenie Zgierza między Kurakiem a placem Kilińskiego (800 m),
- na terenie Łodzi na odcinku Weselna-Stoki (500 m).

Większość z nich wyposażona jest w mijanki.
Poza zajezdniami przez długi czas nie było stałych zjazdów międzytorowych umożliwiających przejazd na tor dla kierunku przeciwnego, wobec czego tramwaje wekslowano. Rozwiązanie takie stosowane było dawniej, gdy wagony dwukierunkowe i doczepne były w powszechnym użyciu. 
Od 2013 roku w roli krańcówek stosuje się natomiast tymczasowe mijanki końcowe, jako zjazdy międzytorowe instalowane specjalnie w tym celu. Po przebudowie pętli Doły w 2024 roku tego typu koniec ponownie funkcjonuje w łódzkiej sieci.

### Wykorzystywane w ruchu liniowym

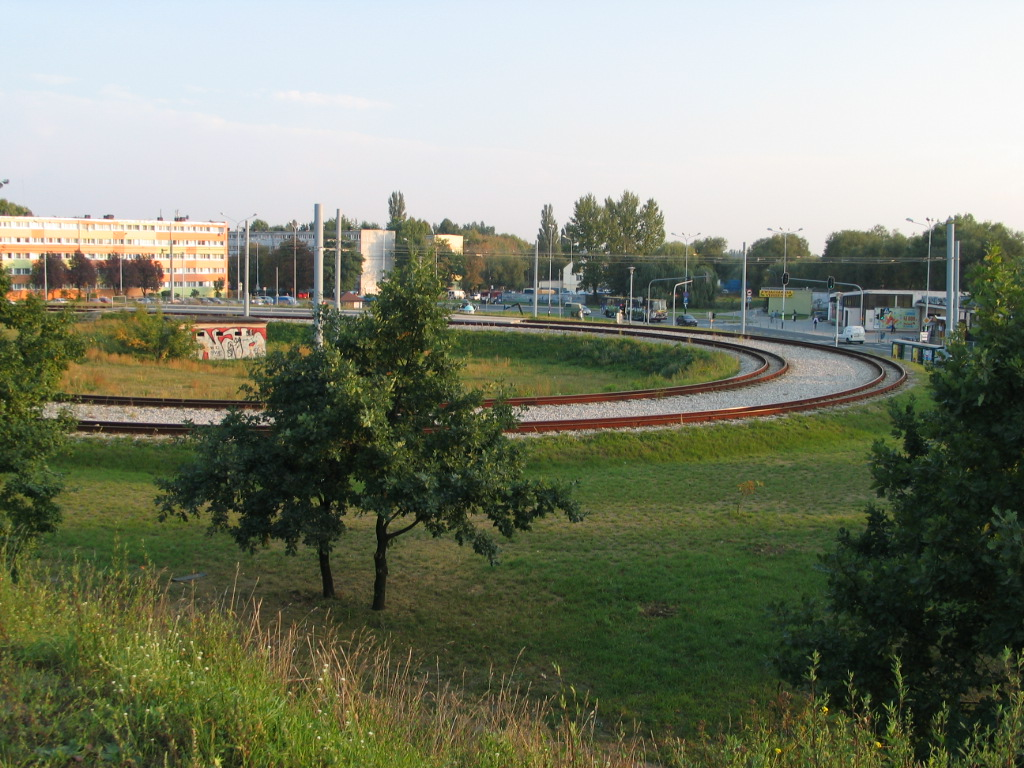
Pętla Dw. Łódź Żabieniec po modernizacji

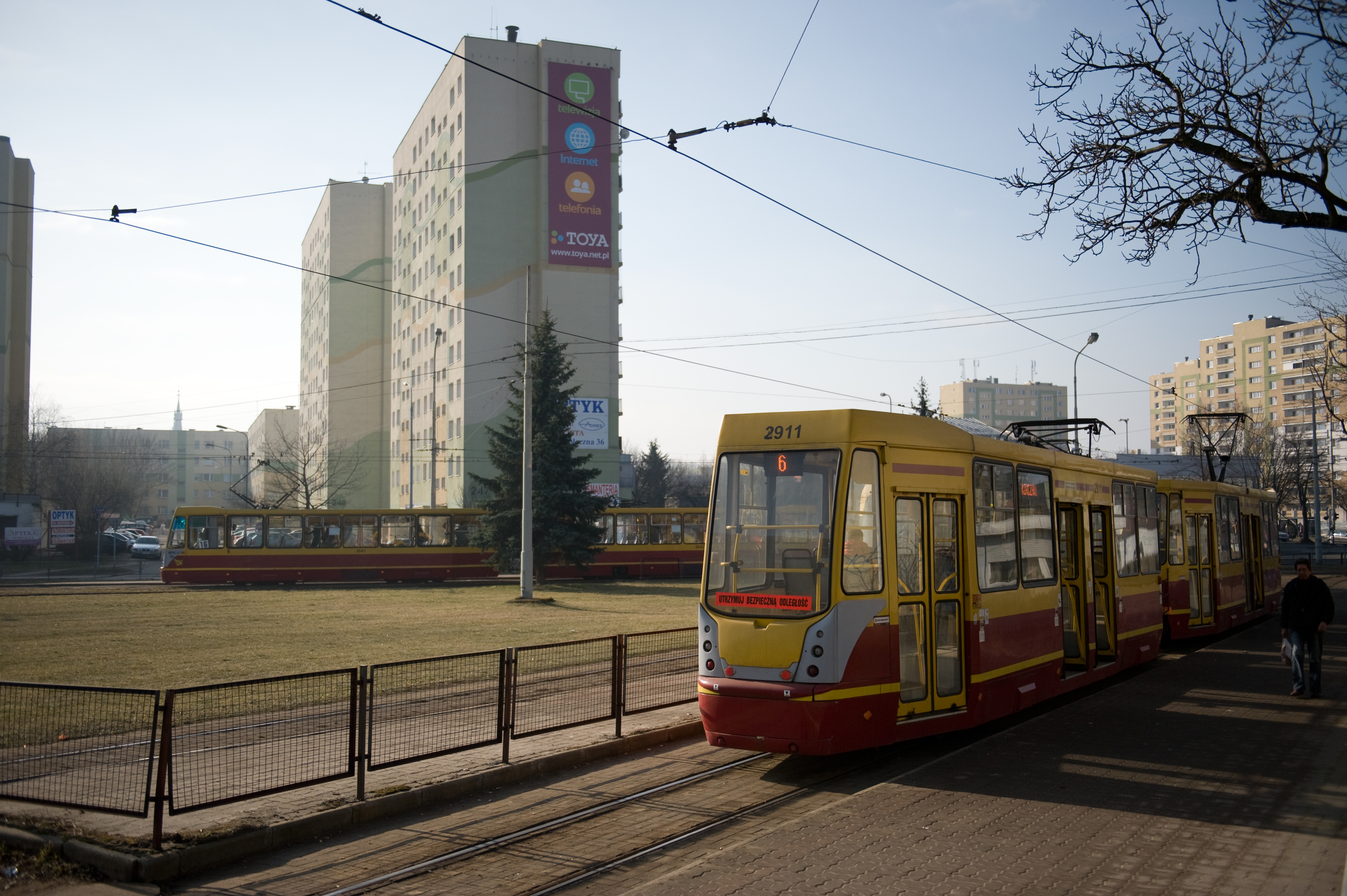
Pętla Chojny Kurczaki

| Na terenie Łodzi                              | Na terenie Łodzi                                               | Na terenie Łodzi     | Na terenie Łodzi | Na terenie Łodzi                    | Na terenie Łodzi                                   |
| Nazwa pętli                                   | Lokalizacja pętli                                              | Data otwarcia        | Liczba torów     | Inna infrastruktura                 | Linie (układ stały, 2018)                          |
| --------------------------------------------- | -------------------------------------------------------------- | -------------------- | ---------------- | ----------------------------------- | -------------------------------------------------- |
| Chocianowice IKEA                             | (Pabianicka, CH Port Łódź)                                     | 1 sierpnia 2008      | 3                | Pętla przelotowa                    | 11, 17                                             |
| Chojny Kurczaki (dawniej Kurczaki)            | (Rzgowska, Kurczaki)                                           | 1 listopada 1975     | 2                | Tor odstawczy                       | 3, 5, 6, 15, 19 (kursy w dni robocze oprócz sobót) |
| Cm. Ogrodowa                                  | (Cmentarna, Ogrodowa, Srebrzyńska)                             |                      |                  | Rozjazd torowy                      | 7                                                  |
| cm. Zarzew (dawniej Lodowa)                   | (Lodowa, Przybyszewskiego)                                     | 29 października 1978 | 2                |                                     | 7, 8                                               |
| Doły (dawniej Strykowska)                     | (Strykowska, Inflancka)                                        | 16 marca 2024        | 2                | Rozjazd torowy                      | 1, 6                                               |
| Dw. Łódź Dąbrowa (dawniej Dąbrowa)            | (Dąbrowskiego)                                                 | 24 października 1948 | 2                | Przelotka między torami             | 2, 4, 14                                           |
| Dw. Łódź Fabryczna                            | (P.O.W., Rodziny Poznańskich, Kilińskiego, Park im. Moniuszki) | 11 grudnia 2016      | 4                | Pętla uliczna                       | 9                                                  |
| Dw. Łódź Żabieniec (dawniej Żabieniec)        | (Limanowskiego, Woronicza)                                     | 1 sierpnia 1949      | 2                |                                     | 5                                                  |
| Helenówek                                     | (Zgierska, Okulickiego)                                        | 21 listopada 1971    | 2                |                                     | 4, 11, 19                                          |
| Karolew (dawniej Bratysławska)                | (Bratysławska, Bandurskiego, Waltera-Janke)                    | 1 maja 1966          | 2                |                                     | 14 (kursy w dni robocze oprócz sobót)              |
| Kochanówka (dawniej Chochoła)                 | (Aleksandrowska, Chochoła, Szpital im. Babińskiego)            | 4 stycznia 1971      | 2                |                                     | 2                                                  |
| Olechów                                       | (Ofiar Terroryzmu 11 Września)                                 | 31 października 2015 | 2                |                                     | 9, 10B                                             |
| pl. Niepodległości                            | (Rzgowska, Piotrkowska)                                        | 19 czerwca 1943      | 2                | Pętla przelotowa                    | 16, 19 (tylko kursy w weekendy i święta), 41       |
| Retkinia (dawniej Wyszyńskiego)               | (Wyszyńskiego, Popiełuszki)                                    | 9 lipca 1978         | 3                | Mijanka dla tramwajów wjeżdżających | 10AB, 12, 14 (tylko kursy w weekendy i święta), 18 |
| Rondo Powstańców 1863 r.                      | (Warszawska, Inflancka)                                        |                      | 1                | Rozjazd torowy                      | 3                                                  |
| Stoki                                         | (Telefoniczna, Giewont)                                        | 24 października 1948 | 2                |                                     | 12, 15                                             |
| Telefoniczna Zajezdnia (dawniej Telefoniczna) | (Telefoniczna, Zajezdnia Tramwajowa nr 1)                      | 18 listopada 1986    | 2                | Przelotka między torami             | 17, 18, 45                                         |
| Teofilów (dawniej Szczecińska)                | (Aleksandrowska, Szczecińska)                                  | 7 stycznia 1963      | 2                |                                     | 8, 13, 16                                          |
| Widzew Augustów (dawniej Augustów)            | (Rokicińska, Augustów)                                         | 25 maja 1990         | 3                | Przelotka między torami             | 7, 10A                                             |
| Poza terenem Łodzi                            |                                                                |                      |                  |                                     |                                                    |
| Nazwa pętli                                   | Lokalizacja pętli                                              | Data otwarcia        | Liczba torów     | Inna infrastruktura                 | Linie (układ stały, 2018)                          |
| Pabianice (Wiejska)                           | (Łaska, Wiejska)                                               | 20 maja 1969         | 2                |                                     | 41                                                 |
| Konstantynów Łódzki (pl. Wolności)            | (Plac Wolności)                                                | 16 stycznia 1954     | 1                | Trójkąt nawrotny                    | 43                                                 |
| Zgierz (pl. Kilińskiego)                      | (Plac Kilińskiego)                                             | 19 stycznia 1901     | 1                |                                     | 45                                                 |

### Zapasowe (używane w razie remontów i awarii)
| Na terenie Łodzi               | Na terenie Łodzi                                               | Na terenie Łodzi     | Na terenie Łodzi | Na terenie Łodzi                |
| Nazwa pętli                    | Lokalizacja pętli                                              | Data otwarcia        | Liczba torów     | Inna infrastruktura             |
| ------------------------------ | -------------------------------------------------------------- | -------------------- | ---------------- | ------------------------------- |
| Dw. Łódź Fabryczna             | (P.O.W., Rodziny Poznańskich, Kilińskiego, Park im. Moniuszki) | 11 grudnia 2016      | 4                | Pętla uliczna                   |
| Piotrkowska Centrum            | (Mickiewicza, Kościuszki, Piotrkowska)                         | 31 października 2015 | 2                | Pętla uliczna                   |
| Północna                       | (Kilińskiego, Franciszkańska, Północna, Park Staromiejski)     | 22 lipca 1951        | 2                | Przelotki między torami         |
| Radiostacja                    | (Narutowicza, Konstytucyjna)                                   | 20 października 1946 | 1                |                                 |
| r. Lotników Lwowskich          | (Rondo Lotników Lwowskich)                                     |                      | Rondo            |                                 |
| Widzew Stadion                 | (Piłsudskiego, Widzewska)                                      | 1948                 | 1                | Pętla przelotowa                |
| Włókniarzy Legionów (Towarowa) | (Legionów, Włókniarzy, Zielona)                                | 1 maja 1963          | 1                |                                 |
| Poza terenem Łodzi             |                                                                |                      |                  |                                 |
| Nazwa pętli                    | Lokalizacja pętli                                              | Data otwarcia        | Liczba torów     | Inna infrastruktura             |
| Pabianice (Duży Skręt)         | (Warszawska, Rzgowska)                                         | ?                    | 1                | Pętla przelotowa, tor odstawczy |

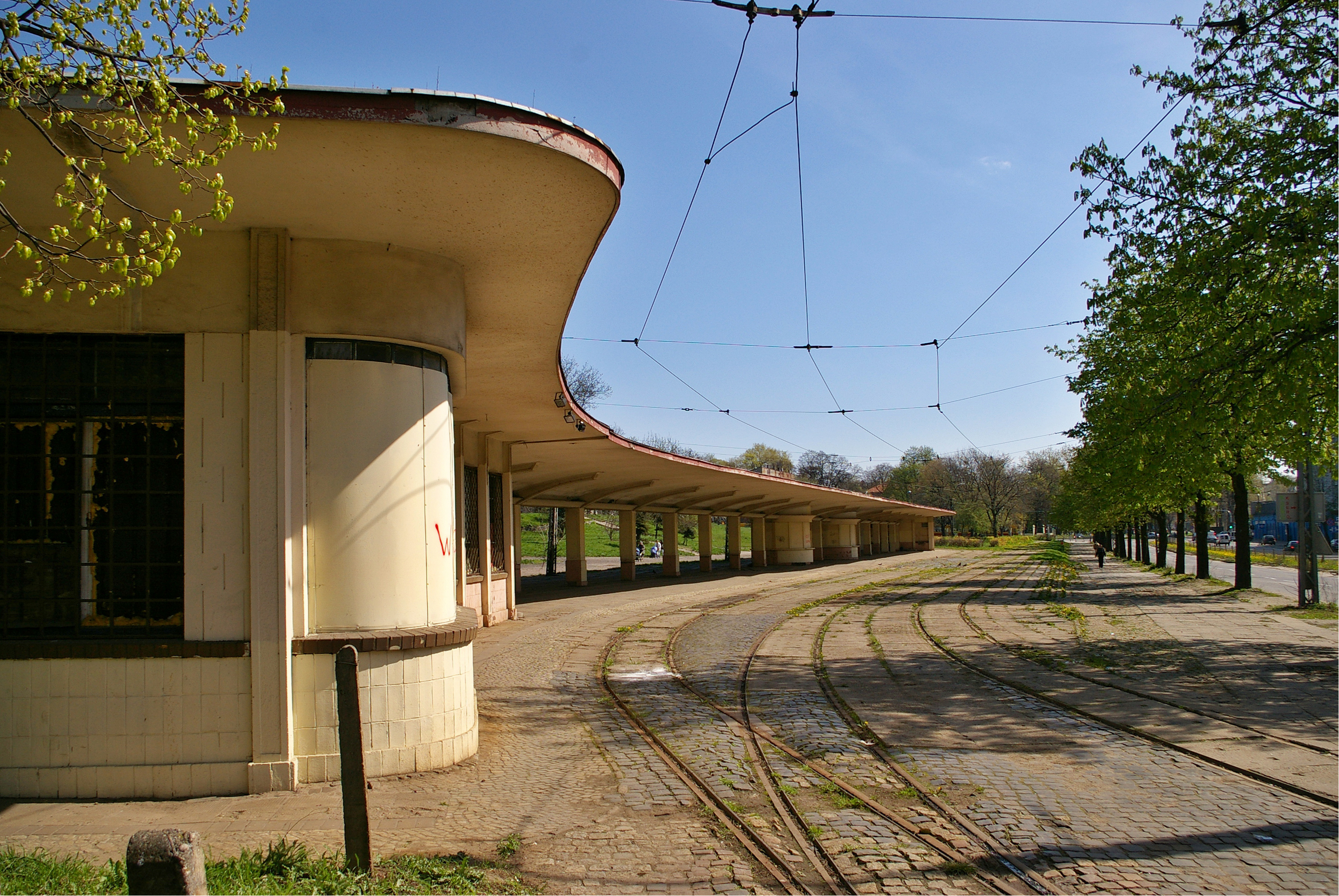
Pętla Północna w 2008 roku

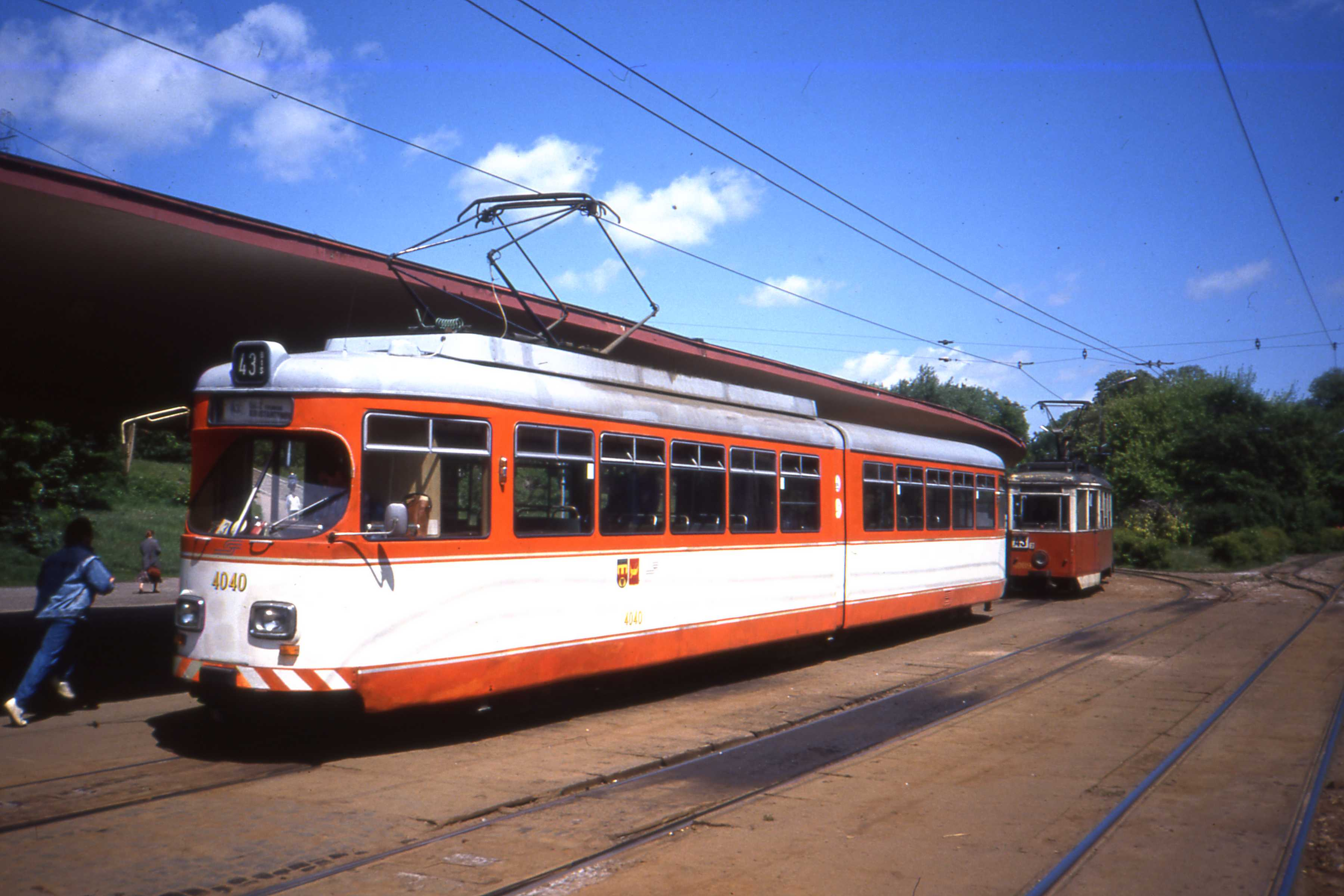
Düwag GT6 na linii 43bis na pętli Północna (wagon sprowadzony do Łodzi w roku 1990, wycofany z eksploatacji w 1991), w tle Konstal 5N na linii 43

Od 2013 roku podczas remontów stosuje się również tymczasowe krańcówki w formie weksla.

### Tymczasowo nieużywane
Od 2018 roku miały miejsce liczne awaryjne zamknięcia linii tramwajowych ze względu na zły stan infrastruktury, która na wielu odcinkach nie była remontowana od lat 70. XX wieku.
Od dnia 4 lutego 2018 roku przestały kursować linie 45 i 46 z powodu złego stanu torowiska na odcinku Zgierz – Ozorków. Linie zostaną przywrócone, dopiero gdy gminy przez które przechodzi torowisko wyremontują swoje odcinki. Dlatego też dwie pętle zostały zawieszone. Od grudnia 2021 tramwaje wróciły do Zgierza. Los linii 46 na odcinku Zgierz Kurak – Ozorków jest niepewny, mimo że miasto Zgierz i miasto Ozorków deklarują zainteresowanie jej utrzymaniem. Problemami są niewielkie zainteresowanie i niewielki budżet gminy Zgierz, na terenie której leży środkowy fragment trasy. Od jakiegoś czasu, linia 46 ogólnie jest nieprzejezdna z powodu zasypania przejazdów tramwajowych przez właścicieli posesji. Co więcej, zlikwidowano pętlę Cegielnia w Ozorkowie. 
Od 19 sierpnia 2018 roku przestała kursować linia 13 w relacji Teofilów – Dąbrowa Niższa z powodu remontu alei Śmigłego-Rydza, od tego dnia tramwaje przestały kursować na pętle Dąbrowa Niższa. Od upalnego lata w 2019 roku wjazd na pętle przestał być możliwy przez roztopiony asfalt na Rondzie Broniewskiego, który zalał szyny, przez co jedyna droga do pętli została odcięta.
Od 3 marca 2019, wraz z zawieszeniem linii 43A/B ze względu na zły stan torowiska, z użytku wyszły pętle w Lutomiersku i Konstantynowie Łódzkim. Podobnie jak w przypadku linii 46, linia lutomiersko-konstantynowska powróci, gdy gminy wyremontują znajdujące się na ich terenach fragmenty torowiska. Od 1 lipca 2024 roku pętla w Konstantynowie Łódzkim jest ponownie czynna, los odcinka Konstantynów-Lutomiersk jest niepewny. Mimo że zainteresowane gminy deklarują chęć przywrócenia kursów, brakuje pieniędzy na niezbędny remont. Problemem jest głównie odcinek leżący w granicach administracyjnych Konstantynowa.
2 czerwca 2019 zamknięto awaryjnie pętlę Marysin-Warszawska wraz z torowiskiem na ulicy Warszawskiej. 4 listopada 2019 zamknięto pętlę Koziny wraz z torowiskiem na ulicach Cmentarnej, Ogrodowej, Srebrzyńskiej oraz Legionów pomiędzy Gdańską a Zieloną. W grudniu 2019 usunięto fragment torowiska uniemożliwiając dojazd do pętli Dąbrowa Niższa oraz kursowanie tramwajów po trasie przebiegającej wzdłuż alei Edwarda Śmigłego-Rydza oraz ulicy Niższej, która wcześniej pozostawała tymczasowo nieczynna od 2018 roku z powodu remontu innych fragmentów sieci tramwajowej.
25 kwietnia 2021 w związku z budową przystanku kolejowego Łódź Śródmieście zamknięto pętle Zdrowie oraz Legionów/Włókniarzy wraz z torowiskiem na ulicach Konstantynowskiej pomiędzy ulicą Krakowską a wiaduktem kolejowym, Legionów pomiędzy wiaduktem kolejowym a ulicą Zieloną, Zielonej oraz Gabriela Narutowicza pomiędzy ulicami Piotrkowską a Jana Kilińskiego. W marcu i kwietniu 2021 zamknięte zostały też fragmenty torowiska na ulicy Jana Kilińskiego na południe od alei Józefa Piłsudskiego oraz pętla Dworzec Łódź-Chojny.
| Nazwa pętli                      | Lokalizacja pętli                              | Data otwarcia       | Liczba torów     |
| -------------------------------- | ---------------------------------------------- | ------------------- | ---------------- |
| Łódź (Dąbrowa Niższa)            | (Niższa, Śląska)                               | 1 stycznia 1967     | 2                |
| Łódź (Koziny)                    | (Srebrzyńska/al. Włókniarzy)                   | październik 1951    | 2                |
| Łódź (Marysin Warszawska)        | (Warszawska, Wycieczkowa)                      | 27 kwietnia 1951    | 2                |
| Łódź (Zdrowie)                   | (Konstantynowska, Krakowska, Park na Zdrowiu)  | 4 października 1950 | 2                |
| Dw. Łódź Chojny (dawniej Chojny) | (Kilińskiego, Śląska)                          | 29 maja 1965        | 2                |
| Łódź (Włókniarzy/Legionów)       | (Legionów, Włókniarzy, Zielona)                | 1 maja 1963         | 1                |
| Pabianice (Duży Skręt)           | (Warszawska, Rzgowska)                         | ?                   | 1                |
| Ozorków (Cegielniana)            | (Cegielniana, Konstytucji 3 Maja, Narutowicza) | 18 stycznia 1986    | 1                |
| Ozorków (Wyszyńskiego)           | (Wyszyńskiego)                                 | 18 kwietnia 1983    | Trójkąt nawrotny |
| Lutomiersk (pl. Jana Pawła II)   | (Plac Jana Pawła II)                           | wrzesień 1931       | 1                |

### Zajezdniei inne budynki wyposażone w sieć tramwajową
| Nazwa                                    | Lokalizacja             | Właściciel                        | Rok otwarcia | Uwagi |
| ---------------------------------------- | ----------------------- | --------------------------------- | ------------ | --- |
| Zajezdnia Tramwajowa nr 1 (Telefoniczna) | ul. Telefoniczna 32     | MPK-Łódź                          | 1986         | Zastąpiła zajezdnię Tramwajowa. Z racji dostawy kolejnych wozów tramwajowych do zajezdni – na Tramwajowej zaczęło brakować miejsca dla wozów. Postanowiono więc o budowie nowej zajezdni.           |

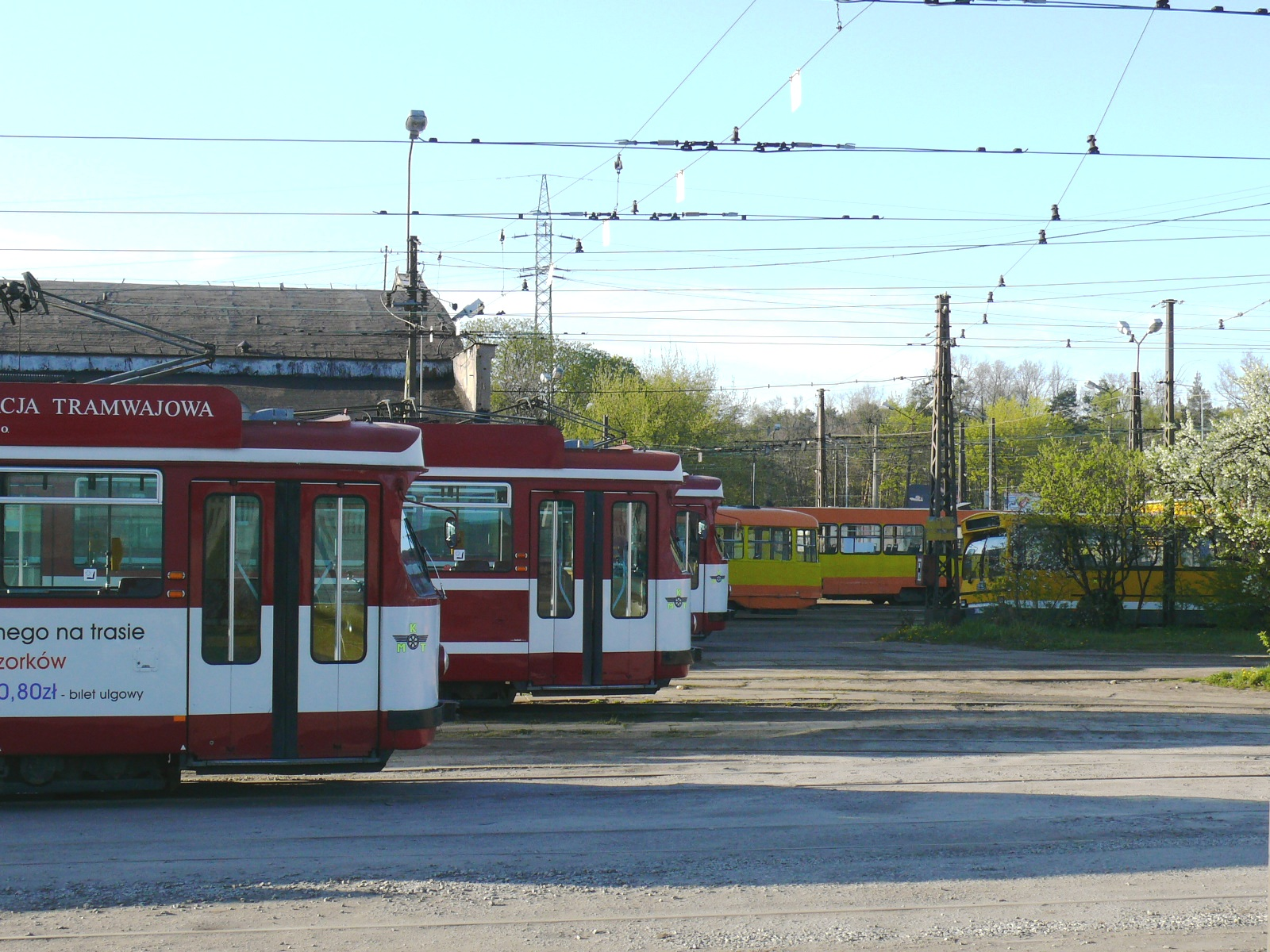
Zajezdnia Helenówek, do 2012 siedziba Międzygminnej Komunikacji Tramwajowej

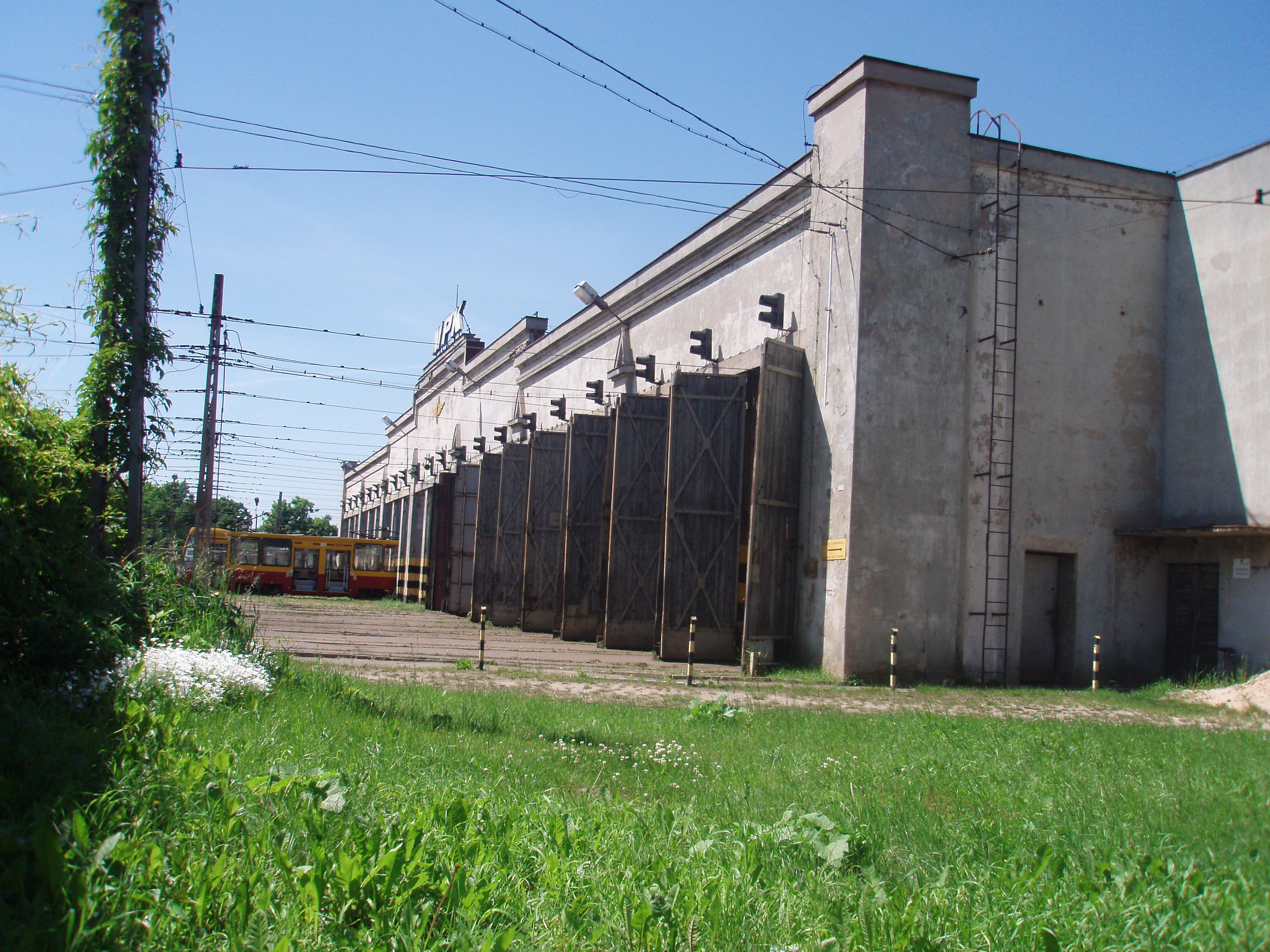
Zajezdnia Dąbrowskiego, zlikwidowana w 2011 roku

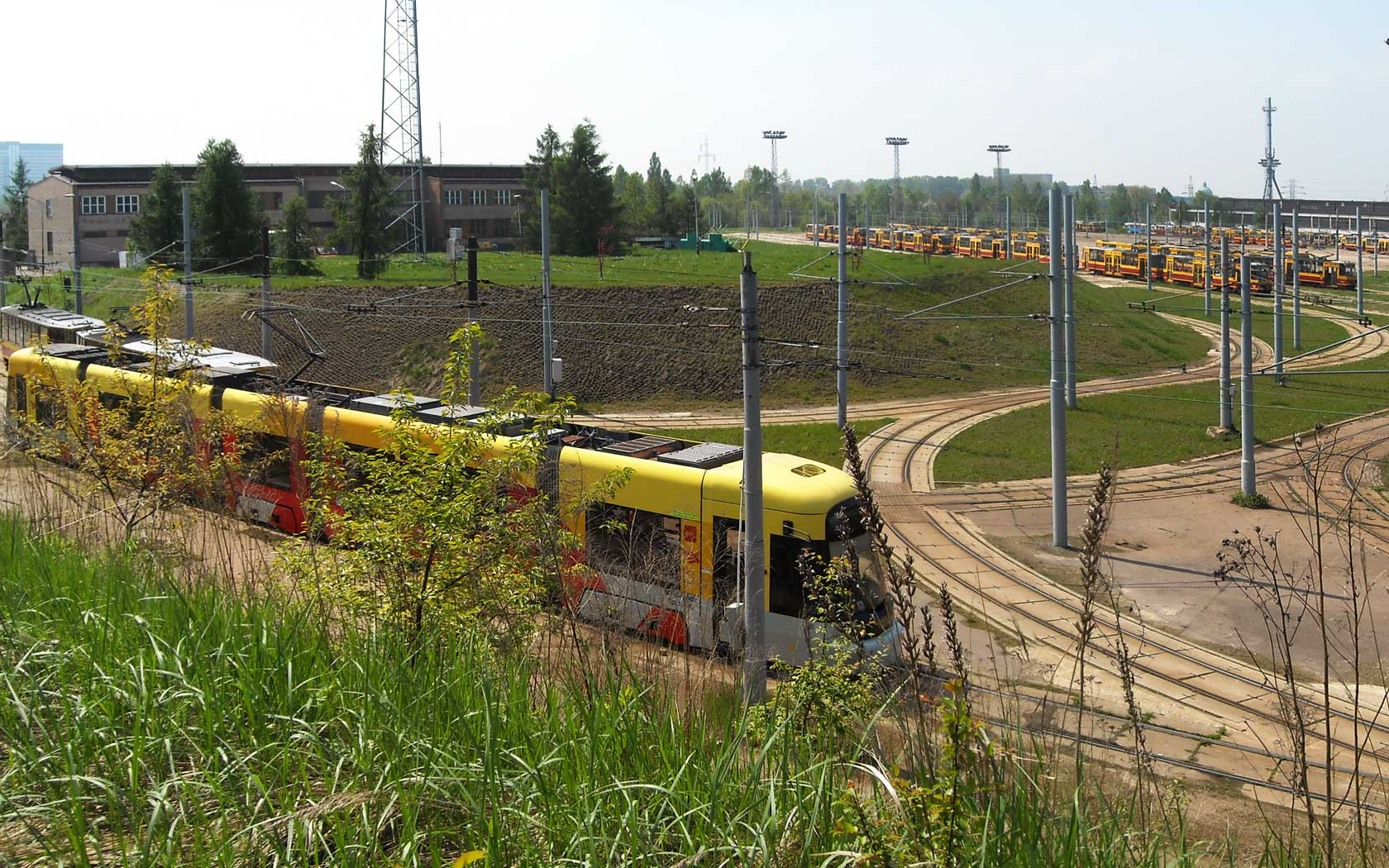
Zajezdnia Telefoniczna

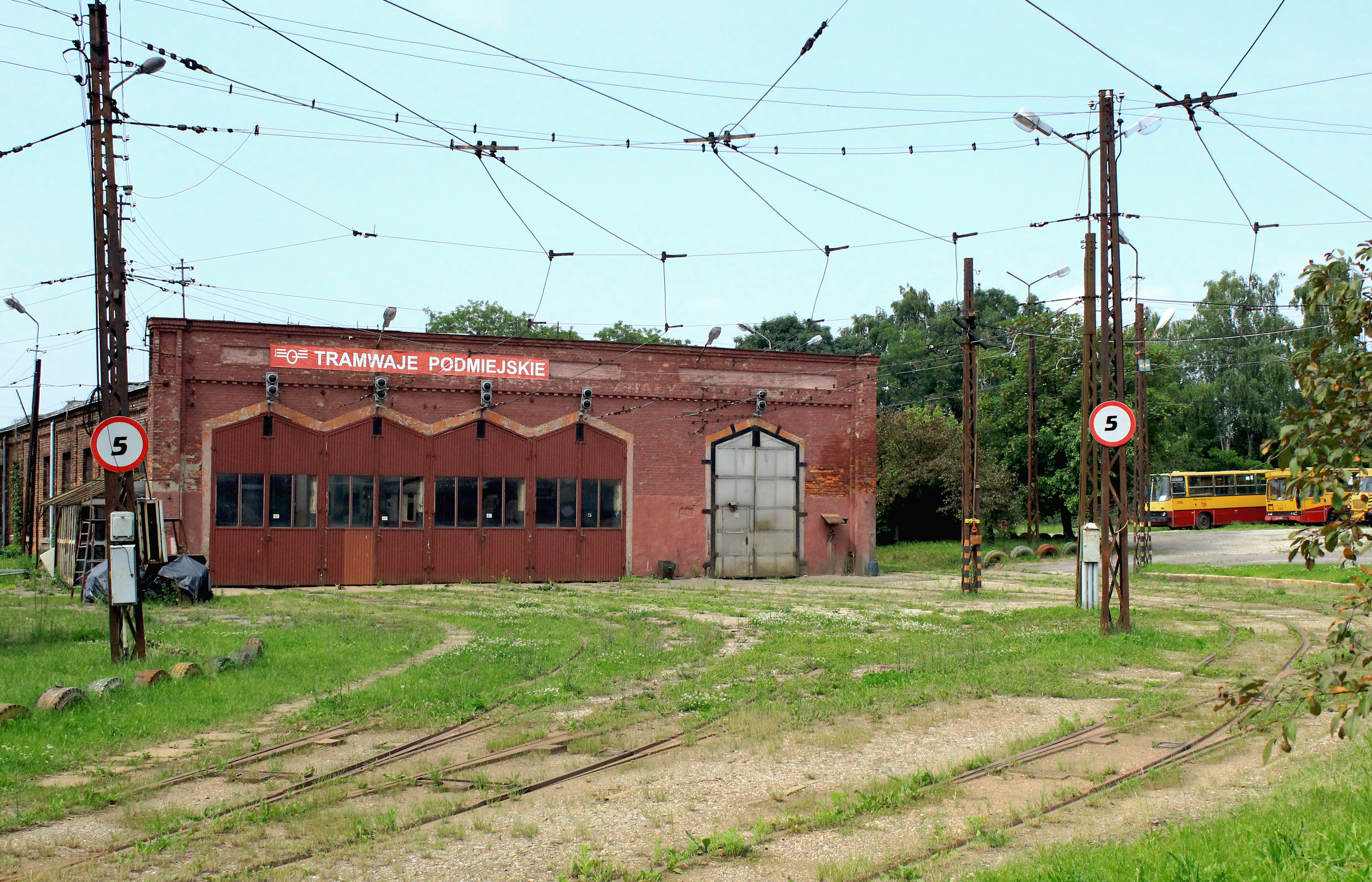
Zajezdnia Muzealna Brus, do 2012 roku siedziba Tramwajów Podmiejskich

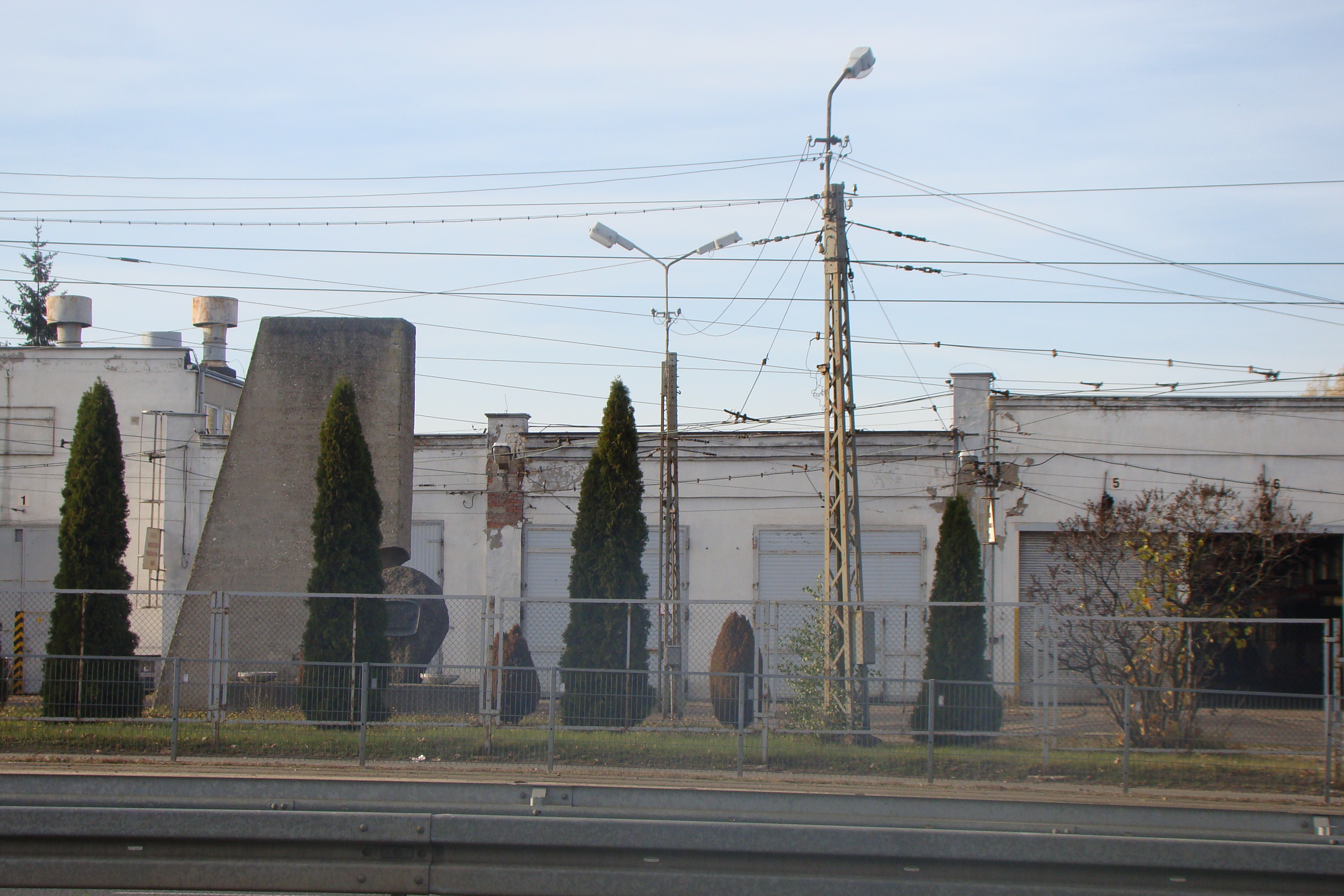
Zajezdnia Chocianowice przed modernizacją

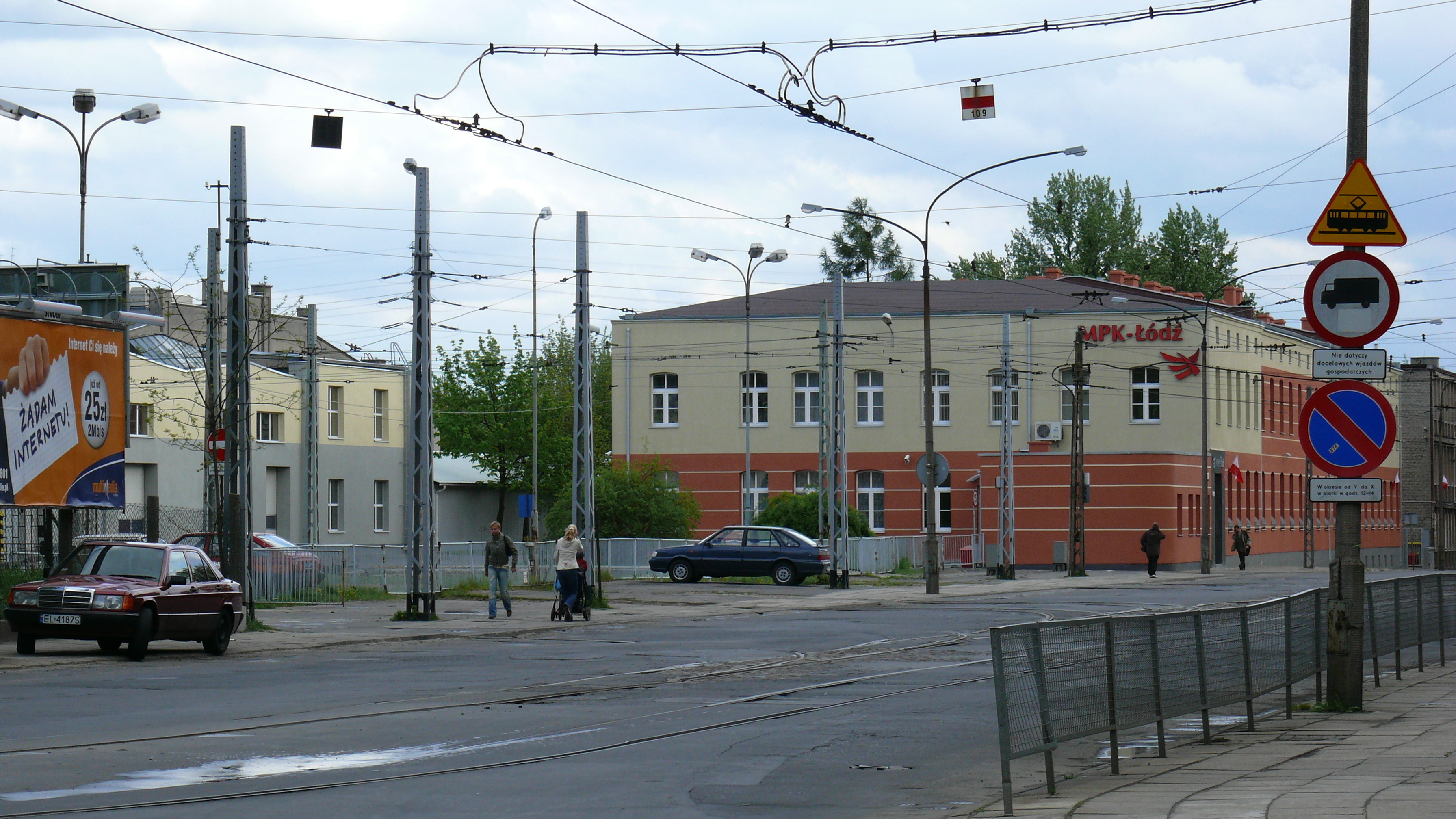
Zakład Techniki MPK-Łódź

| Zajezdnia Tramwajowa nr 2 (Chocianowice) | ul. Pabianicka 215      | MPK-Łódź                          | 1901         | Do likwidacji zajezdni Dąbrowskiego w 2011 nosiła nr 3. Od 2022 zajezdnia Chocianowice do remontu. Inwestycja ma być ukończona w 2023 roku.                                                         |
| Zakład Techniki (Tramwajowa)             | ul. Tramwajowa 6        | MPK-Łódź                          | 1898         | Do 1986 Zajezdnia Tramwajowa nr 1 |
| Zakład Torów i Sieci                     | ul. Dąbrowskiego 23     | MPK-Łódź                          |              | W pobliżu w latach 1928–2011 znajdowała się Zajezdnia Tramwajowa nr 2 (Dąbrowskiego) |
| Zajezdnia Muzealna Brus                  | ul. Konstantynowska 115 | Klub Miłośników Starych Tramwajów | 1910         | Do 1994 w MPK-Łódź, gdzie nosiła nr 4. Od 1994 do marca 2012 siedziba i zajezdnia spółki Tramwaje Podmiejskie. Od 2013 udostępniona jako obiekt muzealny.                                           |
| Zajezdnia Helenówek (nieużywana)         | ul. Zgierska 256        | MPK-Łódź                          | 1901         | Do 1993 w MPK-Łódź, gdzie nosiła nr 5. Od 1993 do marca 2012 siedziba i zajezdnia spółki Międzygminna Komunikacja Tramwajowa. MPK Łódź ogłosiło przetarg na budowę nowej siedziby Zakładu Techniki. |

### Poprzednie nazwy
W wyniku reorganizacji komunikacji miejskiej w 2017 r. (wraz z poprawkami z lutego 2018 r.) nazwy wielu krańcówek zostały zmienione tak, by pochodziły od nazwy dzielnicy/osiedla, a nie ulicy:
| Stara nazwa  | Nowa nazwa             |
| ------------ | ---------------------- |
| Augustów     | Widzew Augustów        |
| Bratysławska | Karolew                |
| Chochoła     | Kochanówka             |
| Dąbrowa      | Dw. Łódź Dąbrowa       |
| Kurczaki     | Chojny Kurczaki        |
| Legionów     | Włókniarzy Legionów    |
| Lodowa       | Cm. Zarzew             |
| Strykowska   | Doły                   |
| Szczecińska  | Teofilów               |
| Śląska       | Dąbrowa Niższa         |
| Telefoniczna | Telefoniczna Zajezdnia |
| Wycieczkowa  | Marysin Warszawska     |
| Wyszyńskiego | Retkinia               |